# Irvillac
Irvillac [iʁvijak] est une commune du département du Finistère, dans la région Bretagne, en France.

## Géographie
| Dirinon            | Saint-Urbain | Tréflévénez |
| Daoulas            | Irvillac     | Le Tréhou   |
| L'Hôpital-Camfrout | Hanvec       | Saint-Éloy  |

Irvillac est situé dans le nord de la Cornouaille, au sud de Landerneau, à l'est de Daoulas, au nord du Faou et à l'ouest des monts d'Arrée. Le finage communal est délimité au nord par la Mignonne, dite aussi rivière de Daoulas, et au sud par le Camfrout, deux petits fleuves côtiers. Les altitudes sont comprises entre 124 mètres pour le point culminant (au sud de la commune, à l'ouest du hameau de Creac'h Carnel, où se trouve le château d'eau) et 12 mètres (dans la partie aval de la vallée de la Mignonne, à la limite de la commune de Daoulas), le bourg se trouvant vers une centaine de mètres d'altitude.
Le paysage rural traditionnel est du bocage avec habitat dispersé. « Dans tout le secteur compris entre Hanvec, Saint-Éloy et Irvillac, les microgranites sont peu utilisés [pour la construction] par suite de l'abondance d'un schiste bleu sombre apte à fournir d'excellents moellons souvent de grande dimension (schistes dévoniens de Saint-Éloy) ».

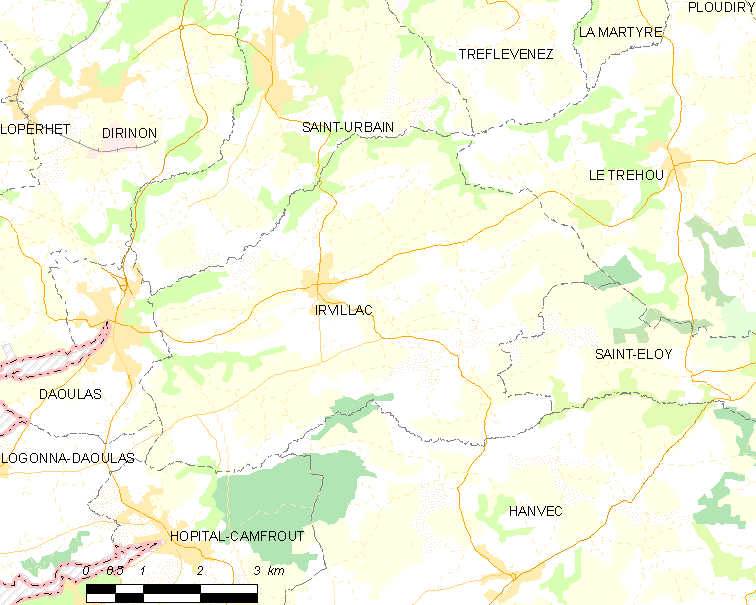
Carte de la commune d'Irvillac.
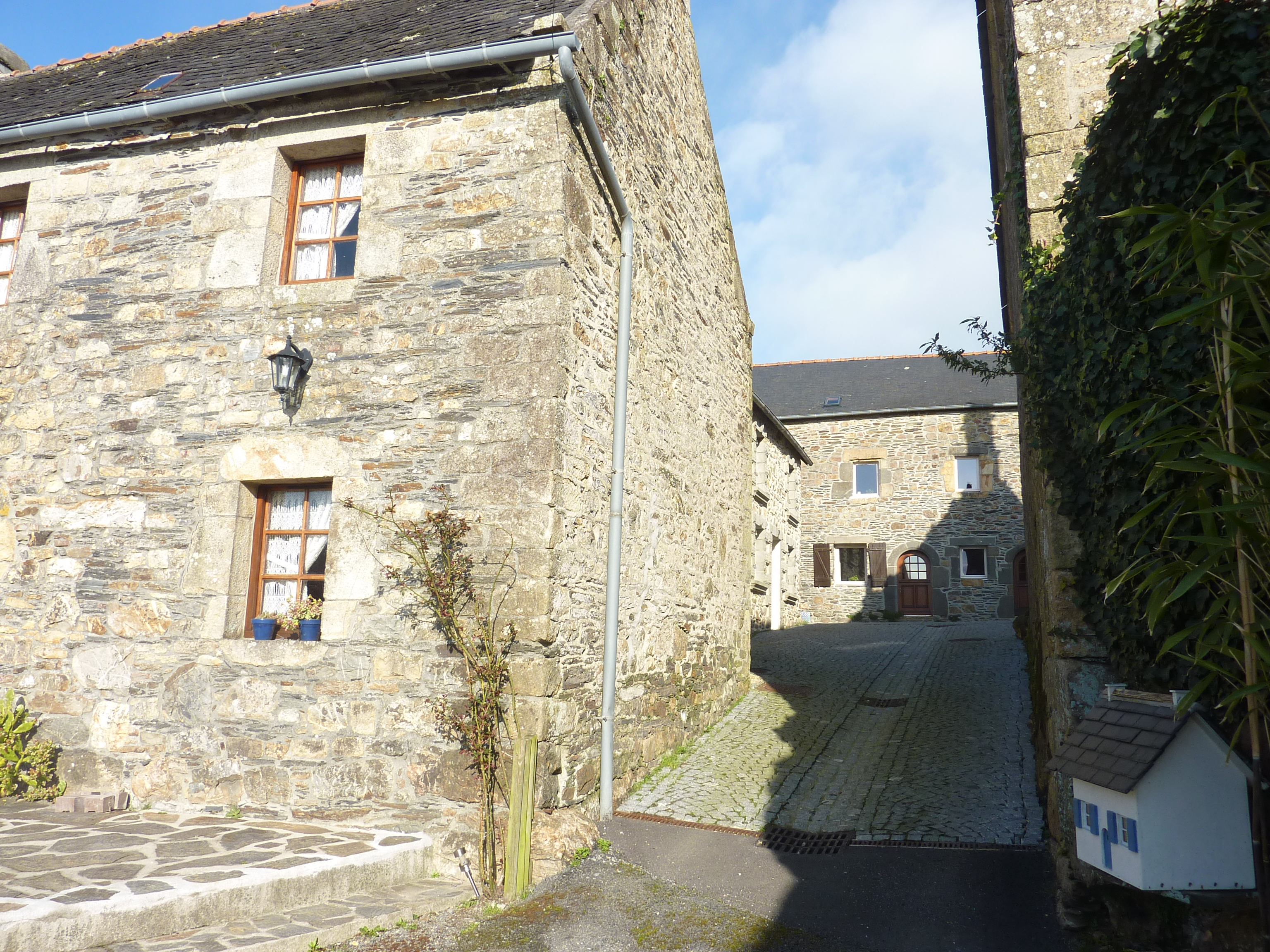
Rue du bourg avec maisons traditionnelles.
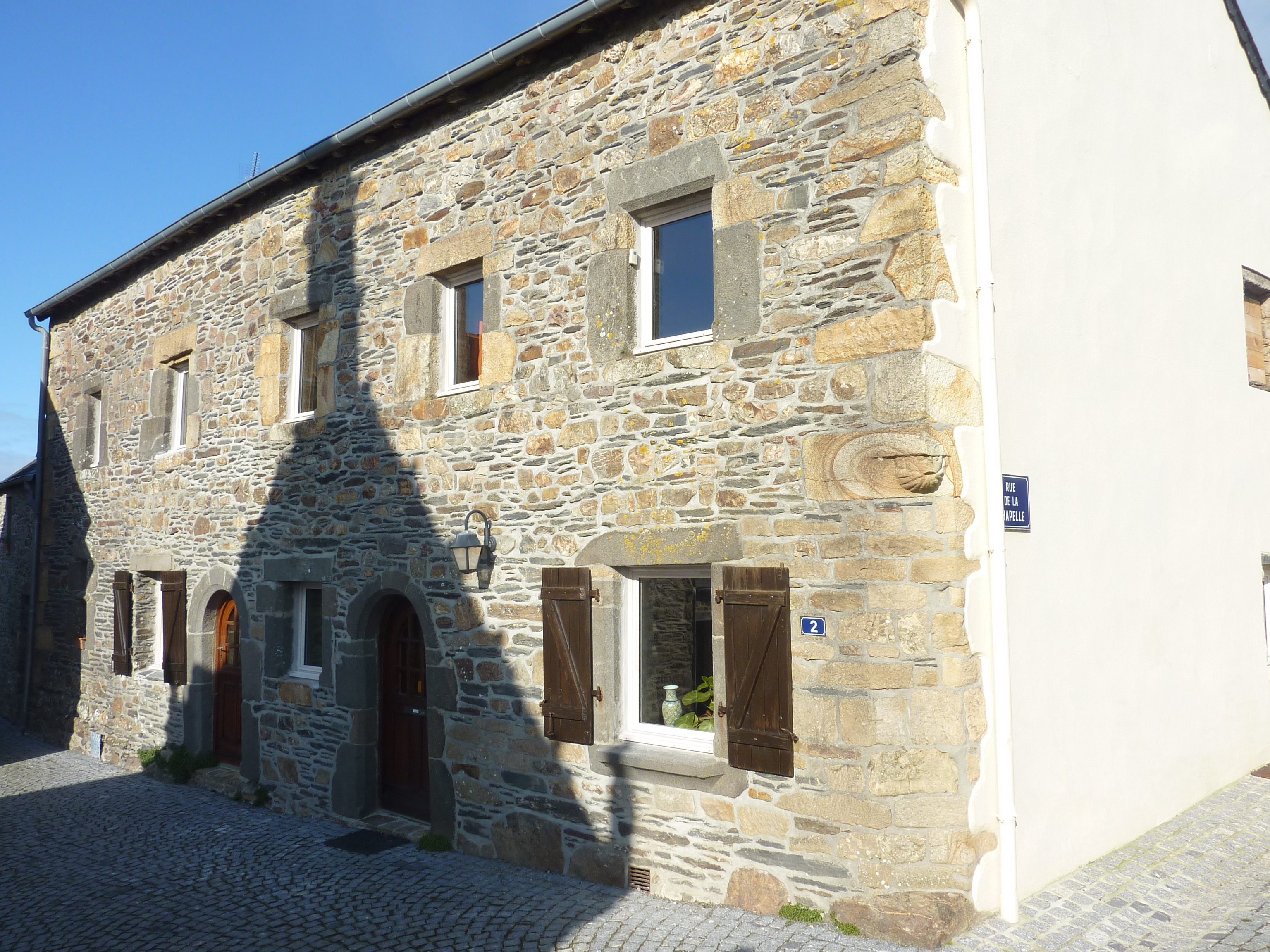
Maison dans le bourg.
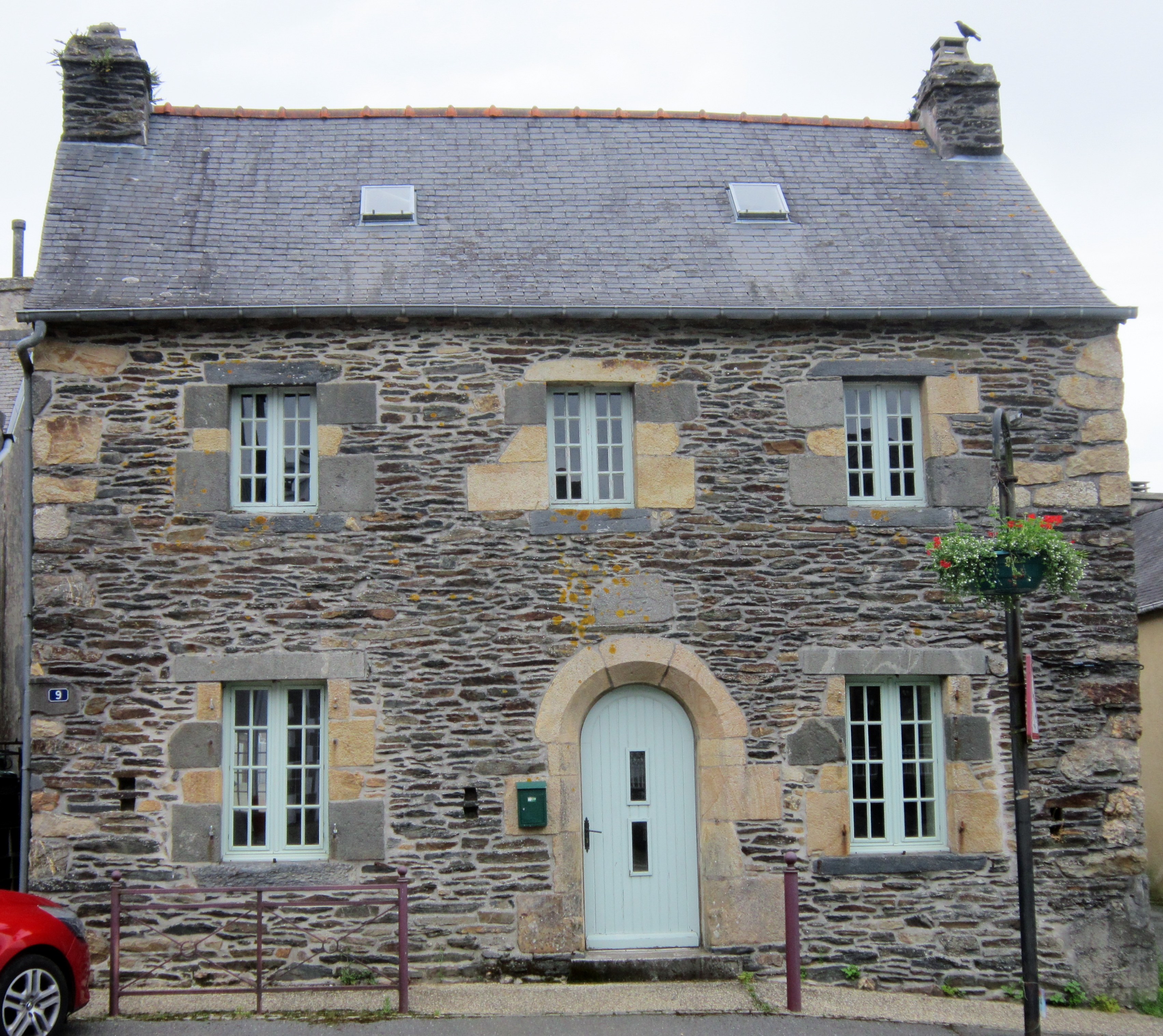
Irvillac : maison du bourg construite en schiste.

L'ancien chemin d'avant la route royale aménagée au XVIIIe siècle allant de Quimper à Landerneau passait par Irvillac et franchissait la Mignonne à Stang Meyet où subsiste le vieux pont qui permettait de franchir ce cours d'eau.
La voie ferrée allant de Quimper à Landerneau traverse le territoire communal, passant au sud du bourg, mais les trains ne s'arrêtent plus en gare de Daoulas-Irvillac, laquelle, située à la limite communale entre Daoulas et Irvillac, a été détruite en 1984. La voie rapide RN 165 allant de Nantes à Brest via Quimper traverse la partie sud-ouest de la commune, mais Irvillac n'est pas directement desservie par un échangeur à cette route et il faut traverser le bourg de Daoulas pour pouvoir la rejoindre depuis Irvillac, en empruntant la route départementale no 33.

### Hydrographie
Pour un article plus général, voir Réseau hydrographique du Finistère.
La commune est située dans le bassin Loire-Bretagne. Elle est drainée par la Mignonne, la rivière le Camfrout, l'Hôpital Camfrout et divers autres petits cours d'eau,.
La Mignonne, d'une longueur de 19 km, prend sa source dans la commune de Saint-Eloy et se jette  dans la Mer Celtique  à Daoulas, après avoir traversé six communes. Les caractéristiques hydrologiques de la Mignonne sont données par la station hydrologique située sur la commune. Le débit moyen mensuel est de 1,49 m3/s. Le débit moyen journalier maximum est de 28,3 m3/s, atteint lors de la crue du 26 janvier 1995. Le débit instantané maximal est quant à lui de 57,7 m3/s, atteint le 23 novembre 2012.
L'Hôpital Camfrout, d'une longueur de 22 km, prend sa source dans la commune de Hanvec et se jette  dans la rade de Brest en limite de Hôpital-Camfrout et de Logonna-Daoulas.

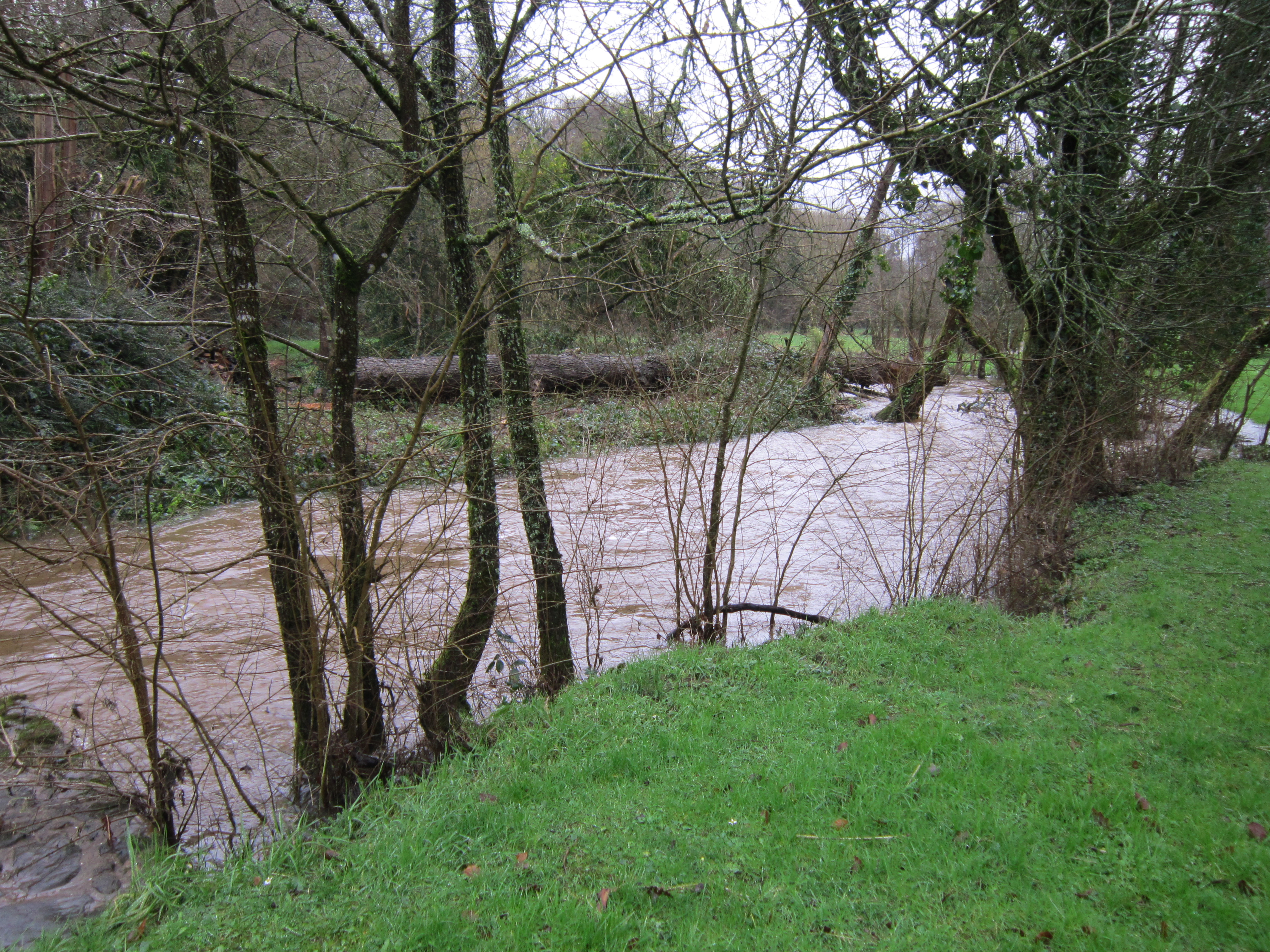
La Mignonne en crue juste en aval du moulin de Stang Meyet (limite communale entre Saint-Urbain et Irvillac).
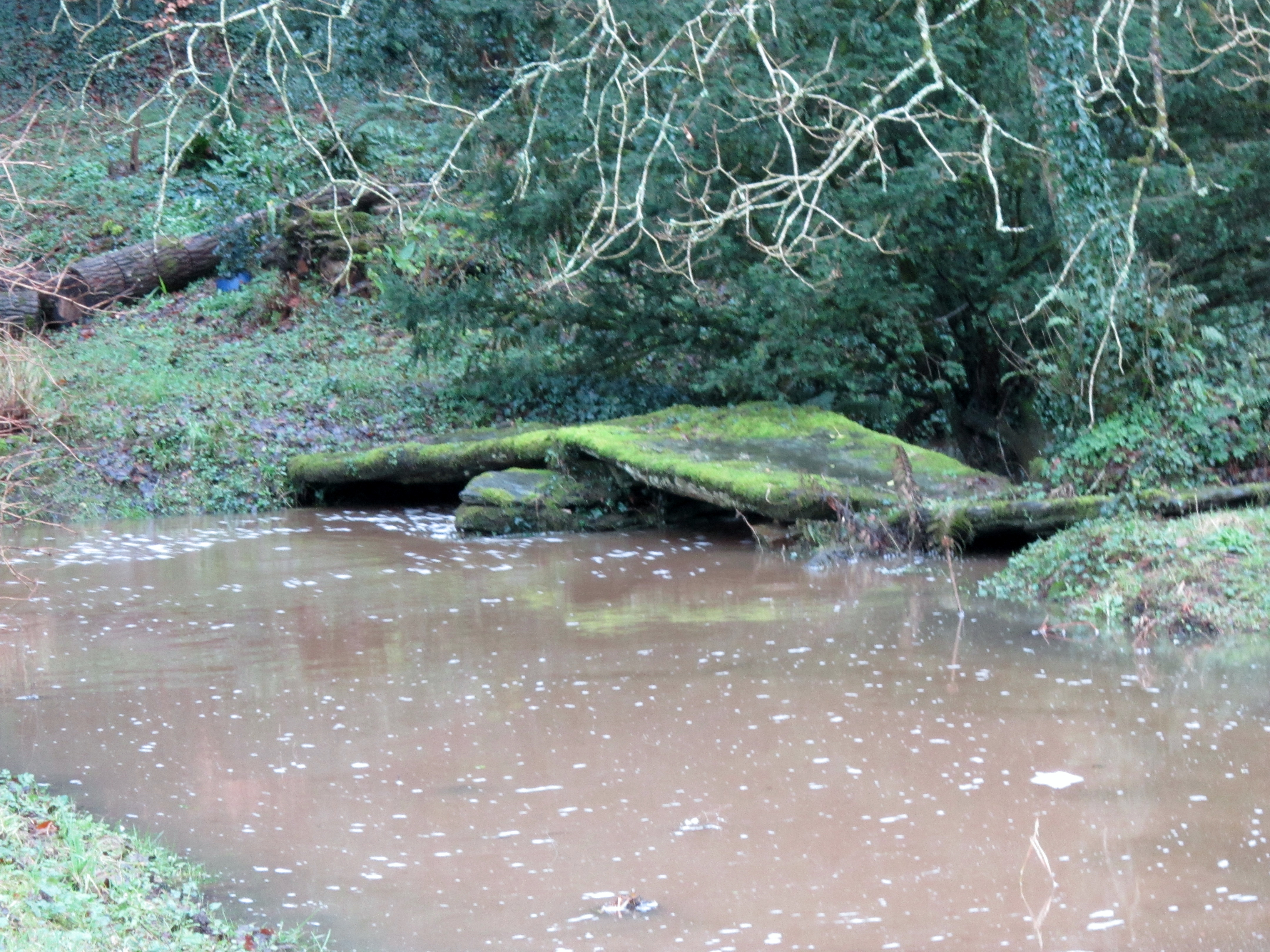
Ancien pont sur la Mignonne à Stang Meyet (limite des communes de Saint-Urbain et Irvillac).

L'ancien chemin d'avant la route royale aménagée au XVIIIe siècle allant de Quimper à Landerneau passait par Irvillac et franchissait la Mignonne à Stang Meyet où subsiste le vieux pont qui permettait de franchir ce cours d'eau.

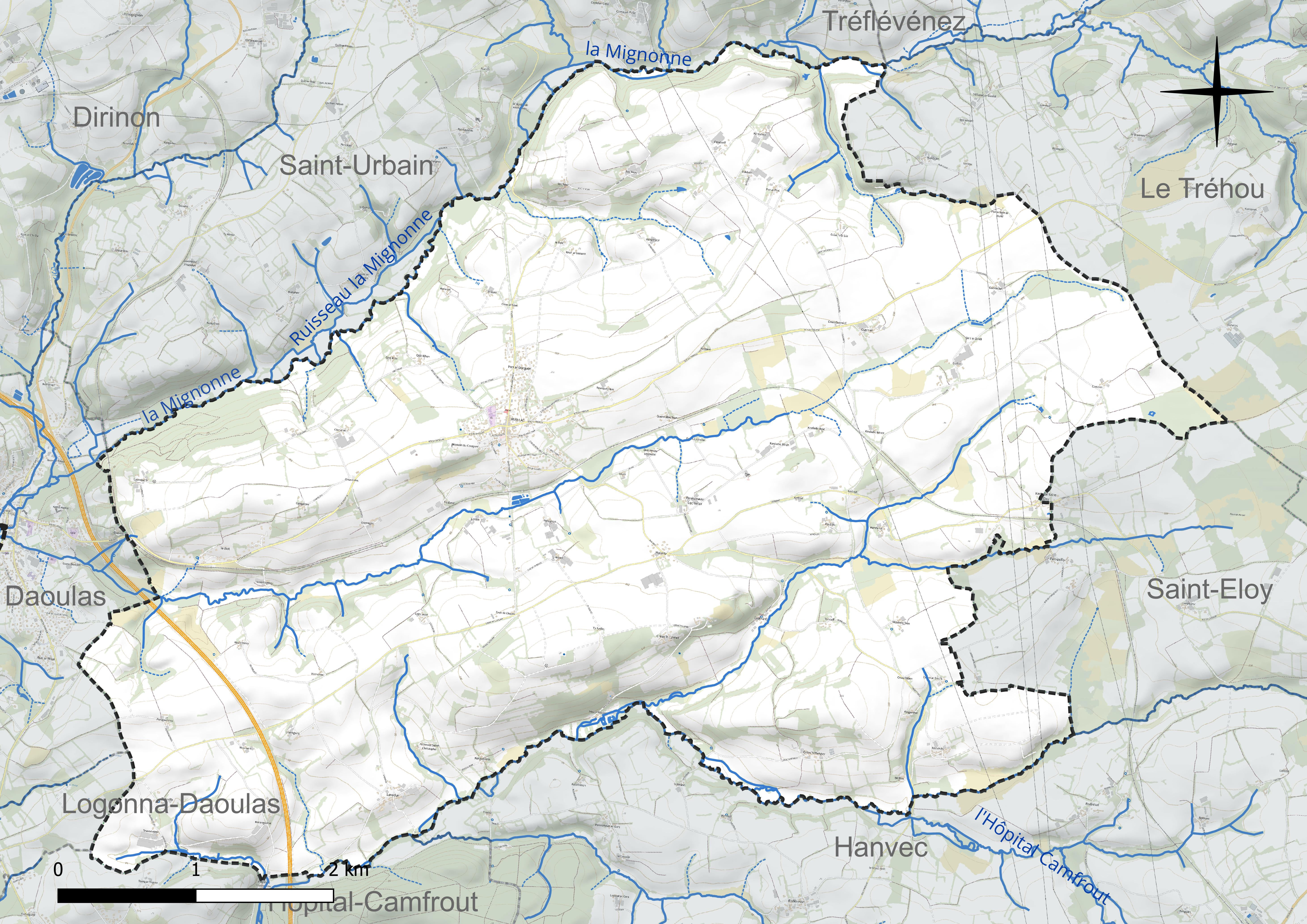
Réseau hydrographique d'Irvillac.

### Climat
Pour des articles plus généraux, voir Climat de la Bretagne et Climat du Finistère.
En 2010, le climat de la commune est de type climat océanique franc, selon une étude du Centre national de la recherche scientifique s'appuyant sur une série de données couvrant la période 1971-2000. En 2020, Météo-France publie une typologie des climats de la France métropolitaine dans laquelle la commune est exposée à un climat océanique et est dans la région climatique  Finistère nord, caractérisée par une pluviométrie élevée, des températures douces en hiver (6 °C), fraîches en été et des vents forts. Parallèlement l'observatoire de l'environnement en Bretagne publie en 2020 un zonage climatique de la région Bretagne, s'appuyant sur des données de Météo-France de 2009. La commune est, selon ce zonage, dans la zone « Monts d'Arrée », avec des hivers froids, peu de chaleurs et de fortes pluies.
Pour la période 1971-2000, la température annuelle moyenne est de 11,4 °C, avec  une amplitude thermique annuelle de 10,4 °C. Le cumul annuel moyen de précipitations est de 1 121 mm, avec 16,2 jours de précipitations en janvier et 8,5 jours en juillet. Pour la période 1991-2020, la température moyenne annuelle observée sur la station météorologique la plus proche, située sur la commune de Sizun à 10 km à vol d'oiseau, est de 11,2 °C et le cumul annuel moyen de précipitations est de 1 345,3 mm,. Pour l'avenir, les paramètres climatiques de la commune estimés pour 2050 selon différents scénarios d'émission de gaz à effet de serre sont consultables sur un site dédié publié par Météo-France en novembre 2022.

## Urbanisme

### Typologie
Au 1er janvier 2024, Irvillac est catégorisée bourg rural, selon la nouvelle grille communale de densité à 7 niveaux définie par l'Insee en 2022.
Elle est située hors unité urbaine. Par ailleurs la commune fait partie de l'aire d'attraction de Brest, dont elle est une commune de la couronne,. Cette aire, qui regroupe 68 communes, est catégorisée dans les aires de 200 000 à moins de 700 000 habitants,.

### Occupation des sols
L'occupation des sols de la commune, telle qu'elle ressort de la base de données européenne d'occupation biophysique des sols Corine Land Cover (CLC), est marquée par l'importance des territoires agricoles (90 % en 2018), en augmentation par rapport à 1990 (88,9 %). La répartition détaillée en 2018 est la suivante : 
terres arables (49,5 %), zones agricoles hétérogènes (28,9 %), prairies (11,6 %), forêts (7,8 %), zones urbanisées (1,7 %), milieux à végétation arbustive et/ou herbacée (0,4 %). L'évolution de l'occupation des sols de la commune et de ses infrastructures peut être observée sur les différentes représentations cartographiques du territoire : la carte de Cassini (XVIIIe siècle), la carte d'état-major (1820-1866) et les cartes ou photos aériennes de l'IGN pour la période actuelle (1950 à aujourd'hui).

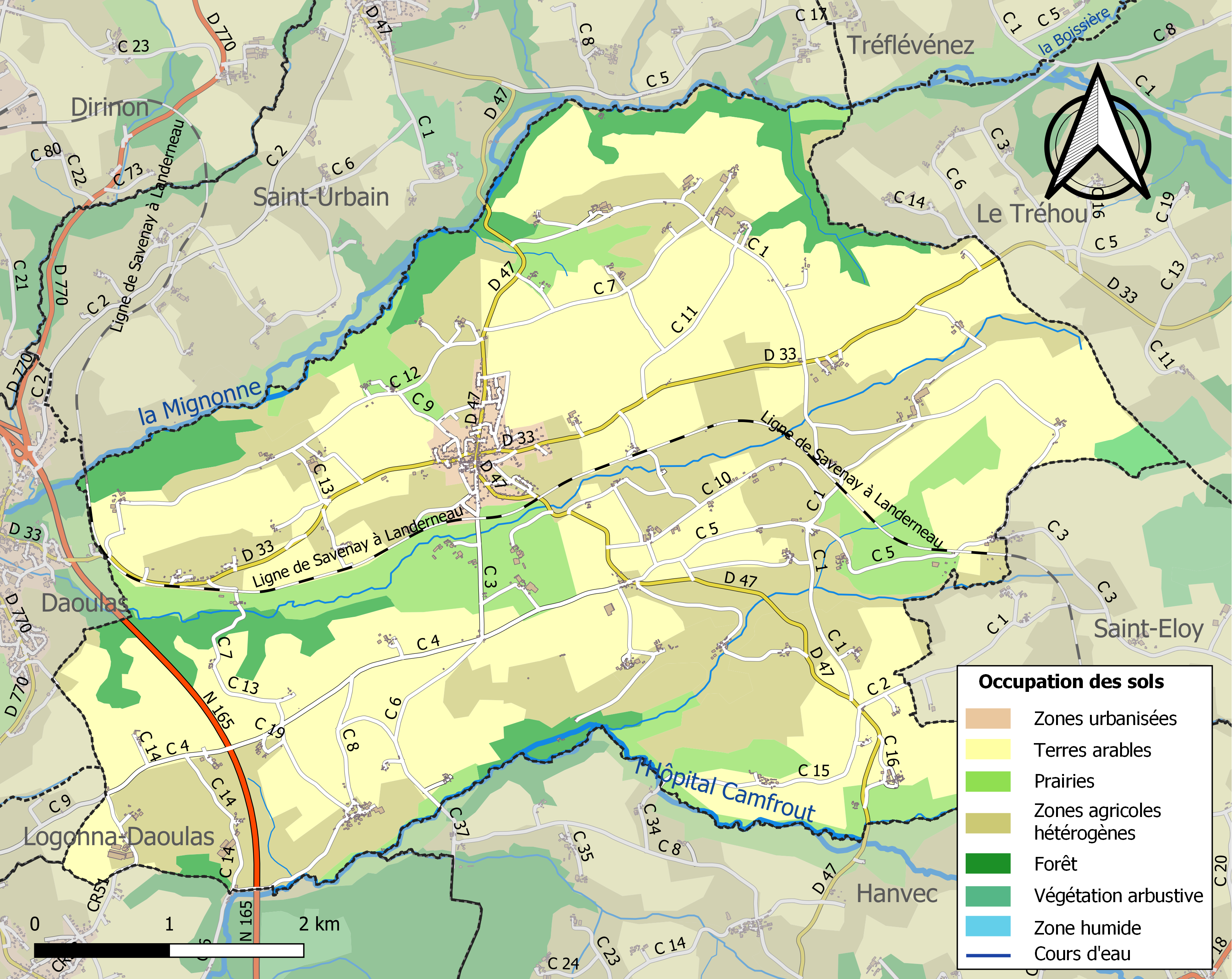
Carte des infrastructures et de l'occupation des sols de la commune en 2018 (CLC).

## Toponymie
Le nom de la localité est attesté sous les formes Ploe Ermeliac au XIe siècle, Irvilac en 1172, Leshonarii in Yrvilac en 1186, Irvillac en 1218, Yrvilliac en 1233, Irvillac en 1516 et 1536.
Il s'agit d'une formation toponymique gauloise ou gallo-romaine en -(i)acon (en latin -acum), suffixe d'origine gauloise à caractère localisant et marquant la propriété. Il est précédé d'un anthroponyme gaulois ou gallo-romain, peut-être Armilius.
Remarque : L'introduction du breton dans la région vers le Ve siècle explique pourquoi la forme suffixe en -ac s'est maintenue comme dans le midi de la France, alors que l'évolution se serait faite en -é ou éventuellement -ay dans la partie occidentale du domaine d'oïl. Par contre, le suffixe breton de même étymologie -ec (anciennement -oc > -euc) ne s'est pas substitué à -ac contrairement à ce qu'on observe généralement dans la région.
Irvilhag en breton.

## Histoire

### Préhistoire
Une ceinture en or torsadée fut trouvée en 1925 dans un champ de la commune par un agriculteur qui la vendit à un bijoutier de Landerneau. Ce n'est qu'en 1988 qu'un expert joaillier brestois découvrit sa valeur historique.

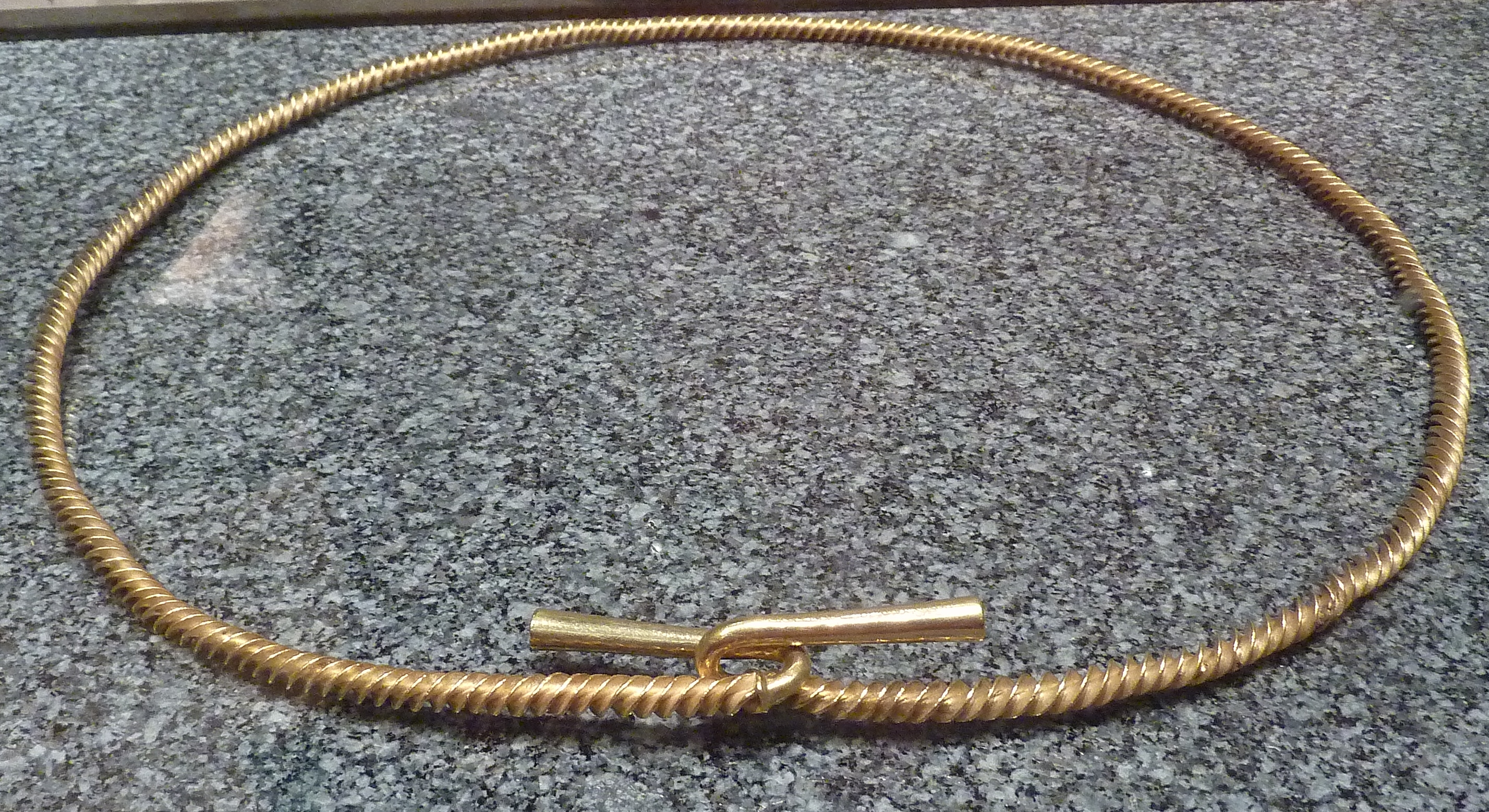
Torsade en or d'Irvillac (âge du bronze moyen ou final, musée départemental breton)

### Antiquité
Un dépôt de scories ferrugineuses, répandues dans trois champs d'un hectare chacun, a été identifié près de la ferme de Creac'h Carnel (butte de l'ossuaire), sur la route allant d'Irvillac au Faou. La présence de ces résidus de forges dans une contrée aujourd'hui peu peuplée s'explique probablement par le voisinage de la vieille route allant de Quimper à Landerneau et de la rivière de l'Hôpital qui favorisait le transport du minerai de fer, la proximité du bois du Gars fournissant la charbon de bois nécessaire. En outre, la présence de plus de 300 tumuli voisins est l'indice d'une population autrefois plus dense. Cette industrie ancienne se rattachait probablement à des besoins militaires, le poste romain de Cos Castel, situé à l'intersection de deux voies romaines étant situé à 1,5 km plus à l'est.

### Héraldique
| Blason de Irvillac | Blason  | Écartelé : au 1er d'azur à deux clés d'or passées en sautoir, au 2e d'argent à la moucheture d'hermine de sable, au 3e d'argent à la fleur de lin d'azur boutonnée d'or, au 4e de sinople à la tête de bélier d'argent accorné d'or. |
| Blason de Irvillac | Détails | Adopté par le conseil municipal le 5 septembre 2011. |

### Moyen Âge
Selon Arthur Le Moyne de La Borderie, deux saints bretons locaux peu connus provenant d'Outre-Manche, saint Martin et saint Valay, se seraient fixés à Ermelliac (aujourd'hui Irvillac) dans le pagus du Fou, probablement au début du VIe siècle.
Irvillac est mentionnée comme paroisse dans le Cartulaire de Landévennec dès le XIe siècle et la ploe Ermeliac comprenait, outre sa trève Saint-Eloy, Logonna-Daoulas et une partie de Daoulas.
En 1186, Hervé, vicomte de Léon, donna à l'abbaye de Daoulas les dîmes de Lozonar, en cette paroisse, qui devient une dépendance de cette abbaye. L'ancien château-fort du Cosquer (de nos jours un simple manoir), aux murailles percées de meurtrières, fut probablement construit par les moines de cette abbaye qui devinrent prieurs recteurs d'Irvillac. L'abbaye de Daoulas disposait du droit de haute justice comme le prouve des lettres patentes du roi Charles IX datant de 1567 qui autorisent Jean Le Prédour, abbé de Daoulas, à relever ses patibulaires à Saint-Éloy, tombées depuis quinze ans.
La famille de Loc'hant, seigneur du dit-lieu, est reconnue de noblesse d'ancienne extraction en 1668 et était présente aux montres entre 1426 et 1536 ; la famille du Ménez, seigneur de Traonvézec, est elle aussi reconnue de noblesse d'ancienne extraction en 1669 et était présente aux montres entre 1536 et 1562.

### L'activité toilière à Irvillac
Deux activités textiles ont cohabité à Irvillac, principalement au XVIIIe siècle, l'une tournée vers le lin comme dans le Pays Chelgen (24 kanndi ont été recensés à Irvillac), l'autre vers la fabrication de berlingue et de bure ; cette coexistence est peut-être due au fait que certains outils utilisés pour les fabriquer sont communs. La laine utilisée provenait principalement des moutons élevés dans la paroisse voisine d'Hanvec.
Après tissage, la berlingue et la bure étaient foulés, « le foulage pouvant apporter jusqu'à 50 % de plus-value par rapport à une pièce non foulée. Il se pratique dans l'un des moulins à foulon de la région, Guern-ar-Hoadic, en Trévarn (Saint-Urbain) sur la Mignonne, Lavadur, en Irvillac et Troéoc, en Hanvec, sur le Camfrout. [...] En 1224, il y avait déjà un moulin à foulon à Daoulas ».
À Irvillac, la berlingue et la bure sont essentiellement tissées dans les villages proches des moulins à foulon de Lavadur, Troéoc et Guern-ar-Hoadic en raison de l'obligation pour les paysans de s'adresser au moulin banal et de la lourdeur des pièces textiles mouillées en raison du foulage et donc lourdes à transporter jusqu'à leur lieu de séchage.
En 1797, on recense 10 marchands de berlingue à Irvillac, le mode de vie de ces « paysans-fabricants-marchands », par exemple Guillaume Keromnès, de Mézavern, étant semblable à celui des juloded du Haut-Léon voisin. En régression pendant la seconde moitié du XVIIIe siècle, la fabrication de berlingue et de bure semble avoir disparu pendant la première moitié du XIXe siècle.

### Autres faits de l'époque moderne
En 1644 le prédicateur Julien Maunoir prêcha une mission à Irvillac. L'église paroissiale Saint-Pierre est construite en 1656 par Vincent de Kerouartz, chanoine de Daoulas et prieur d'Irvillac.
En 1756, au décès de Louis Auguste de Rohan-Chabot (1722-1753) (un des fils de Louis II de Rohan-Chabot), mort sans descendance, les terres et seigneuries du Faou, de la Villeneuve, de la châtellenie d'Irvillac et Logonna, correspondant aux paroisses de Rosnoën, Hanvec, Guimerch [Quimerc'h], Lopérec, revinrent aux familles de Châtillon, d'Enrichemont, de Broglie et de Pouyanne et louées pour quelques années au sieur du Pontois, puis à Joseph Le Roy, greffier de la cour royale de Lesneven et de la principauté de Landerneau. En 1762, ces terres sont vendues à Messire Nicolas I Magon, seigneur de la Gervaisais et de la Gicquelaye, lieutenant général des armées du roi entre 1761 et 1765. C'est alors qu'elles portèrent le nom de « marquisat de la Gervaisais et du Faou ».
En 1759, une ordonnance de Louis XV ordonne à la paroisse d'Irvillac de fournir 37 hommes et de payer 242 livres pour « la dépense annuelle de la garde-côte de Bretagne ».
Jean-Baptiste Ogée décrit ainsi Irvillac en 1780 :

« Yrvillac, sur la route de Quimper à Landerneau ; à 9 lieues ½ de Quimper, son évêché et son ressort ; à 42 lieues ½ de Rennes ; et à 1 lieue trois-quarts de Landerneau, sa subdélégation. Cette paroisse, qui a le titre de châtellenie compte 2 200 communiants, y compris ceux de Saint-Éloy, sa trève. La cure est présentée par un moine de Daoulas. Beaucoup de vallons, des ruisseaux qui vont se jeter dans la Rade de Brest, des terres en labour de bonne qualité, des prairies, quelques petits bois et des landes, voici ce que ce territoire offre à la vue. (...). »

Louis Bouin, qui serait originaire d'Irvillac, mousse dans l'escadre du comte de Grasse, fut tué au combat le 12 avril 1782 dans le cadre de la Guerre d'indépendance américaine lors de la Bataille des Saintes.

### Révolution française
Les paroissiens d'Irvillac écrivent dans leur cahier de doléances que  « les vassaux sujets aux moulins sont dans l'impossibilité de mettre des bornes à la cupidité des meuniers qu'on peut regarder comme les sangsues du genre humain ».
De Croisys et René Le Gars sont les deux délégués représentant les 200 feux d'Irvillac lors de l'élection des députés du tiers état de la sénéchaussée de Quimper aux états généraux de 1789.
La loi du 11 septembre 1791 réduit, en dehors de la ville de Landerneau, à huit le nombre des paroisses du district de Landerneau, dont celle d'Irvillac.
Joseph-Marie Corvaisier, recteur d'Irvillac, prêtre réfractaire, fut déporté en septembre 1794 sur un bateau des pontons de Rochefort à l'Île Madame.
Un arrêté no 1016 du 7 brumaire de l'an X [29 octobre 1801] porte réduction des justices de paix du département du Finistère et supprime celle d'Irvillac.

### LeXIXesiècle

#### La première moitié duXIXesiècle
Les comptes rendus du Conseil municipal font ressortir, durant cette période, le souci de l'ordre et de la sécurité à l'intérieur du pays.
Ainsi, le 27 vendémiaire an XI (19 octobre 1802), le maire, « instruit des désordres se produisant au chef-lieu de notre commune aux jours de dimanche, déclarons que le premier délinquant sera puni avec la plus grande sévérité ; défense est faite à tout cabaretier de servir à boire et de recevoir chez lui aucun individu, passé 10 heures du soir, si ce n'est les passants étrangers à la commune » .
Afin de renforcer la sûreté intérieure, le sous-préfet demande au maire de prendre des mesures de « surveillance de la commune ». Par un arrêté de police, le maire désigne, le 14 septembre 1806, cinq commissaires de police sur l'étendue de la commune, avec la mission de « surveiller et de veiller à la sûreté et à la tranquillité publique, viser et examiner les papiers des étrangers qui leur seront déférés par les habitants ».
Le maire « enjoint à tous les habitants de dénoncer et de conduire à un des commissaires les individus étrangers sur lesquels ils fourniraient le moindre doute ». Les cinq commissaires sont : le sieur Lessègues de Lavadur, le sieur Cosson du bourg, Vincent Kéromnès de Ménehy, François Gouriou de Kerdanet et Guillaume Deniel de Guiler.

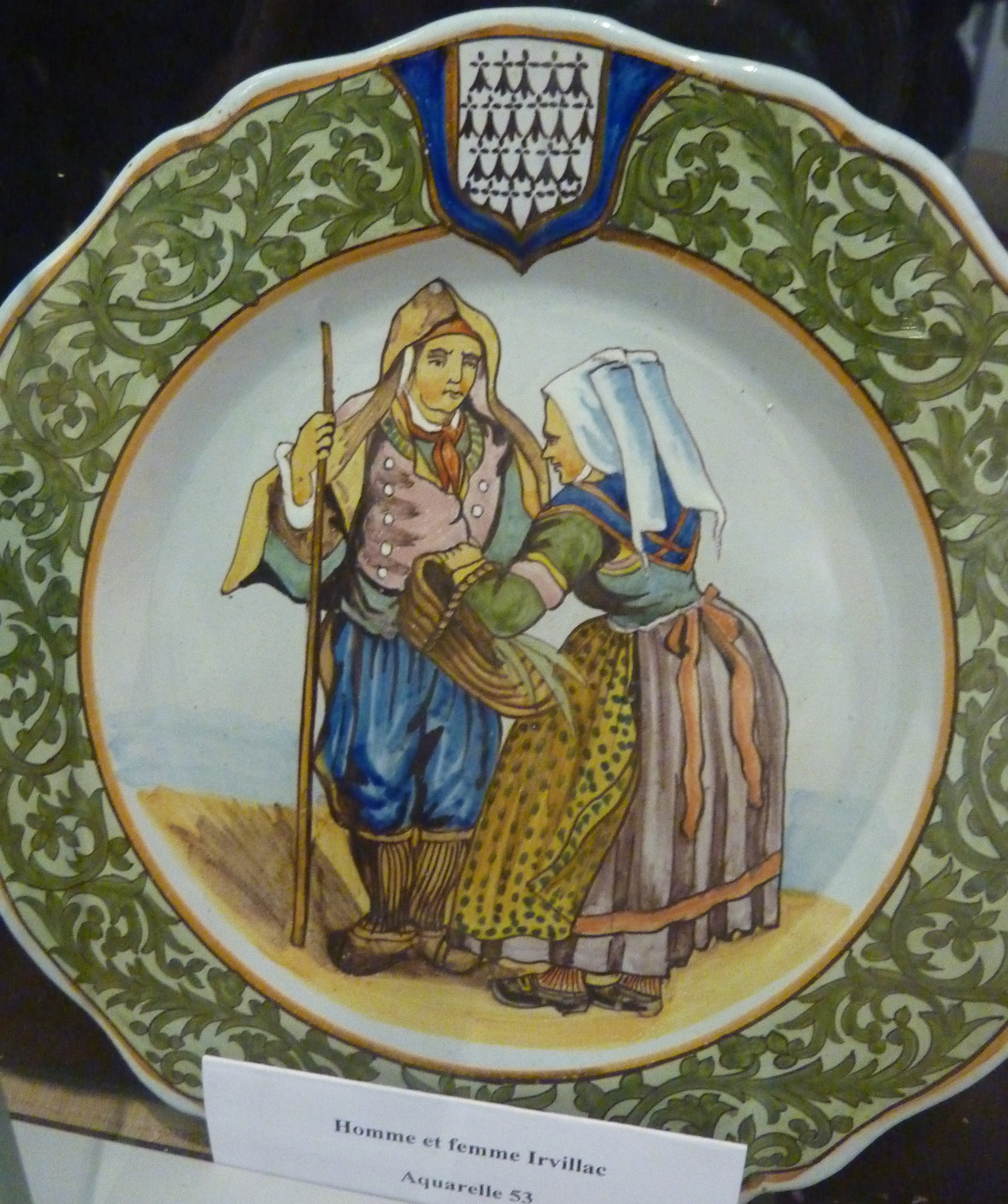
Faïence de Quimper : Homme et femme d'Irvillac (musée de Locronan)

Une réunion du conseil a lieu le 30 germinal an IX (20 avril 1801). L'objet en est de former la liste des citoyens de la commune ayant, en fonction des impôts qu'ils paient, le droit de voter. Le maire, Jean Marhic, est présent avec cinq conseillers, trois sont absents. Les six personnes présentes « condamnent la défaillance des trois absents » et leur infligent une amende de cinq francs chacun au profit de la caisse de la mairie.
Napoléon Ier revient en France le 1er mars 1815 : le 20 mars, Louis XVIII quitte Paris et Napoléon 1er s'installe au pouvoir. Ses armées sont battues, le 18 juin 1815, à Waterloo. Napoléon est exilé à Sainte-Hélène et Louis XVIII retrouve son trône début juillet 1815.
Comment ces événements ont-ils été vécus à Irvillac ? Le Conseil municipal, fortement soumis à la tutelle du sous-préfet, va devoir prêter serment.
Le 25 septembre 1814, lors de la Première Restauration royaliste, le maire est chargé par le sous-préfet de recevoir des membres du conseil le serment d'obéissance et de fidélité au roi. Selon le compte rendu de la réunion du conseil, tous prêtent le serment suivant « aux cris répétés de vive le roi. Vivent les Bourbons » : « Je jure et promets à Dieu de garder obéissance et fidélité au Roi, de n'avoir aucune intelligence, de n'assister à aucun conseil, de n'entretenir aucune ligue qui soit contraire à son autorité et si, dans le ressort de mes fonctions ou ailleurs, j'apprends qu'il se trouve quelque chose à son préjudice, je le ferai connaître au Roi ».
Le 30 avril 1815, date à laquelle Napoléon 1er est revenu au pouvoir, le sous-préfet demande au conseil municipal de prêter serment : le conseil municipal « jure obéissance aux constitutions de l'Empire et fidélité à l'Empereur ».
Le 10 septembre 1815, Jean Marhic, nommé adjoint au maire par arrêté préfectoral, prête serment au roi, selon la même formulation que celle utilisée un an plus tôt.
Une grande fête est organisée par la commune, le 30 juin 1816, à l'occasion du mariage de son altesse royale, Monseigneur duc de Berry. Bien que la cérémonie se déroule très loin d'Irvillac, les cloches sonnent dès 6 heures et des drapeaux blancs (symbole de la royauté) sont mis aux fenêtres des principales maisons du bourg.
Les réjouissances sont les suivantes : grand-messe à 6 heures du matin, distribution de pain aux indigents, banquet à midi pour le maire et les conseillers, courses et danses à partir de 14 heures et feu de joie à 19 heures. Selon la relation qui en est faite, tous les habitants ont pris part à la fête « avec les démonstrations de joie la plus pure ; les cris de vive le Roi, vivent les Bourbons n'ont pas cessé de se faire entendre ».
Un incident toutefois : le curé, invité, ne s'est pas déplacé. Il avait quitté la commune ce jour-là pour éviter de s'y trouver. Était-ce un signe d'opposition aux Bourbons ? Non, mais il voulait ainsi manifester sa désapprobation sur la date qui coïncidait avec celle de la fête patronale qu'il entendait organiser ce jour-là.
Le 20 août 1843, le conseil municipal vote un crédit de 100 francs (environ 2 000 francs en 2000) pour la réception du duc et de la duchesse de Nemours lors de leur passage sur la commune. À cette date en effet, la grande route de Landerneau à Quimper passe par Irvillac et est empruntée par tous les voyageurs.
Le crédit voté par la commune sert à édifier au bourg un arc de triomphe et des colonnes. Il est précisé que les habitants se prêtent à ces travaux visant à accueillir « l'auguste voyageur ». Nous ne savons cependant pas si le duc de Nemours s'est effectivement arrêté dans la commune.

#### Irvillac en 1853
A. Marteville et P. Varin, continuateurs d'Ogée, décrivent ainsi Irvillac en 1853 :

« Yrvillac, et plus exactement Irvillac : commune formée par l'ancienne paroisse de ce nom, moins sa trève Saint-Clair [erreur : Saint-Éloy] ; aujourd'hui succursale. (...) Principaux villages : Pendref, Penbouillen, Gullor, Crech, Kervréach, Poulligou, Verluere, Mezarvern, Rocheneuf, Bodenes. Maison importante : Cleunan. Superficie totale : 3 434 hectares, dont (...) terres labourables 1 494 ha, prés et pâtures 186 ha, bois 270 ha, vergers et jardins 7 ha, landes et incultes 1 293 ha (...). Moulins : 11 (de Stang-Meget, de Cleunan, de Guern-Eméry, Vert-du-Bois, de Tronévézec,  de Lavadur, de Russiau, à eau, etc.). La route de Quimper à Brest traverse cette commune du sud au nord. Il y a, en outre de l'église, les chapelles de Notre-Dame de Lorette et de Saint-Christophe. Il y a foire les 8 février, mai, août et novembre. Géologie : grès au sud, roches feldspathiques à Quinquis. On parle le breton. »

#### Irvillac dans la seconde moitié duXIXesiècle
L'autorisation de percevoir des surtaxes à l'alcool à l'octroi de la commune d'Irvillac étaient chaque année votées par l'Assemblée nationale, par exemple en 1859 et 1873.
En 1873 un nouveau tracé fut retenu pour le chemin de grande communication n° 8 (actuel D 33) allant de Daoulas à Sizun dont le tracé était très défectueux, formant un angle droit, sur le territoire de la commune d'Irvillac. En 1879, un rapport du Conseil général du Finistère indique qu' « une portion considérable et très habitée du terrain situé (...) entre les bourgs du Tréhou, d'Irvillac et de Saint-Éloy » se trouve dépourvue de routes praticables pour atteindre Landerneau et que les habitants ne peuvent atteindre cette localité sans faire des détours qui allongent leurs parcours de 6 à 8 kilomètres, à moins de passer la rivière de Daoulas à un gué souvent impraticable et difficilement abordable. Benjamin Girard écrit en 1889 que depuis l'abandon de l'ancienne route allant de Quimper à Landerneau via Irvillac (au profit d'un autre tracé passant par Daoulas), le bourg d'Irvillac « a beaucoup perdu de son importance ».
Le 3 juillet 1887, un forcené tira sur plusieurs personnes (quatre furent blessées, dont une, Henri Le Forestier de Quillien, juge de paix, succomba le 13 juillet 1887 à ses blessures) dans le village de Kerisit en Irvillac ; ce malheureux fait divers fut relaté y compris dans la presse parisienne.
En 1895, le notaire d'Irvillac, Berthou, fut condamné à six ans de réclusion par la Cour d'assises du Finistère pour « faux et abus de confiance ».

### LeXXesiècle

#### La Belle Époque
En réponse à une enquête épiscopale organisée en 1902 par François-Virgile Dubillard, évêque de Quimper et de Léon en raison de la politique alors menée par le gouvernement d'Émile Combes contre l'utilisation du breton par les membres du clergé, le recteur d'Irvillac, l'abbé Le Goff, écrit : « Comme tous, y compris l'instituteur et l'institutrice, comprennent parfaitement le breton, il est tout naturel que les instructions paroissiales se fassent toujours, et exclusivement, dans la vieille langue du pays » ; il ajoute : « Les rares enfants qui commencent à apprendre à lire sont absolument incapables de comprendre une phrase française ».
Des petits gisements de kaolin furent exploités avant la Première Guerre mondiale à Tréflévénez, Irvillac et Daoulas pour le compte d'une usine de sulfate d'aluminium située à Landerneau afin de fabriquer de la porcelaine.
L'explosion survenue le 22 septembre 1908 à bord du Latouche-Tréville fit une victime originaire d'Irvillac : Goulard, quartier-maître canonnier à bord de ce navire.

#### La Première Guerre mondiale
Le monument aux morts d'Irvillac porte les noms de 92 soldats morts pour la France pendant la Première Guerre mondiale ; plusieurs sont décédés en Belgique (François Le Roux le 22 août 1914 à Maissin, Corentin Quillec le même jour à Rossignol, Jean Marhic le 10 novembre 1914 à Dixmude, Jean Le Borgne le 25 octobre 1918 au Passage de la Lys) ; François Hamon est mort en mer le 27 avril 1915 lors du naufrage du croiseur cuirassé Léon Gambetta ; Jean Keromnès, Jacques Salaün et Pierre Yvinec sont aussi morts en mer ; Michel Emzivat est mort de ses blessures à Salonique (Grèce) alors qu'il participait à l'expédition de Salonique ; Jean Brenaut, Jean Le Bris et François Trellu sont morts alors qu'ils étaient prisonniers en Allemagne ; la plupart des autres sont décédés sur le sol français : parmi eux François Marhic, décoré de la Médaille militaire et de la Croix de guerre.

Monument aux morts (1914-1918 et 1939-1945)
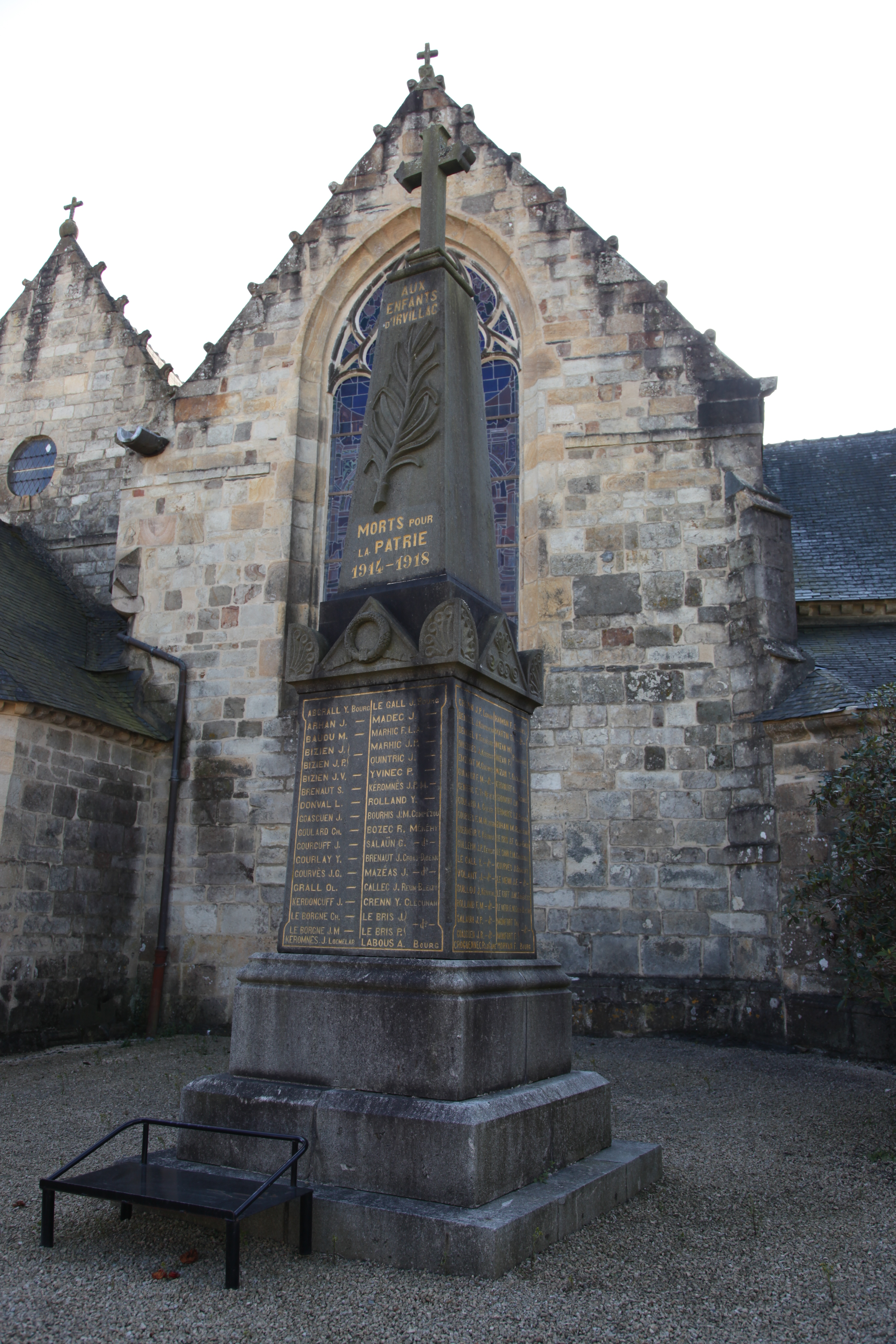
Vue générale.
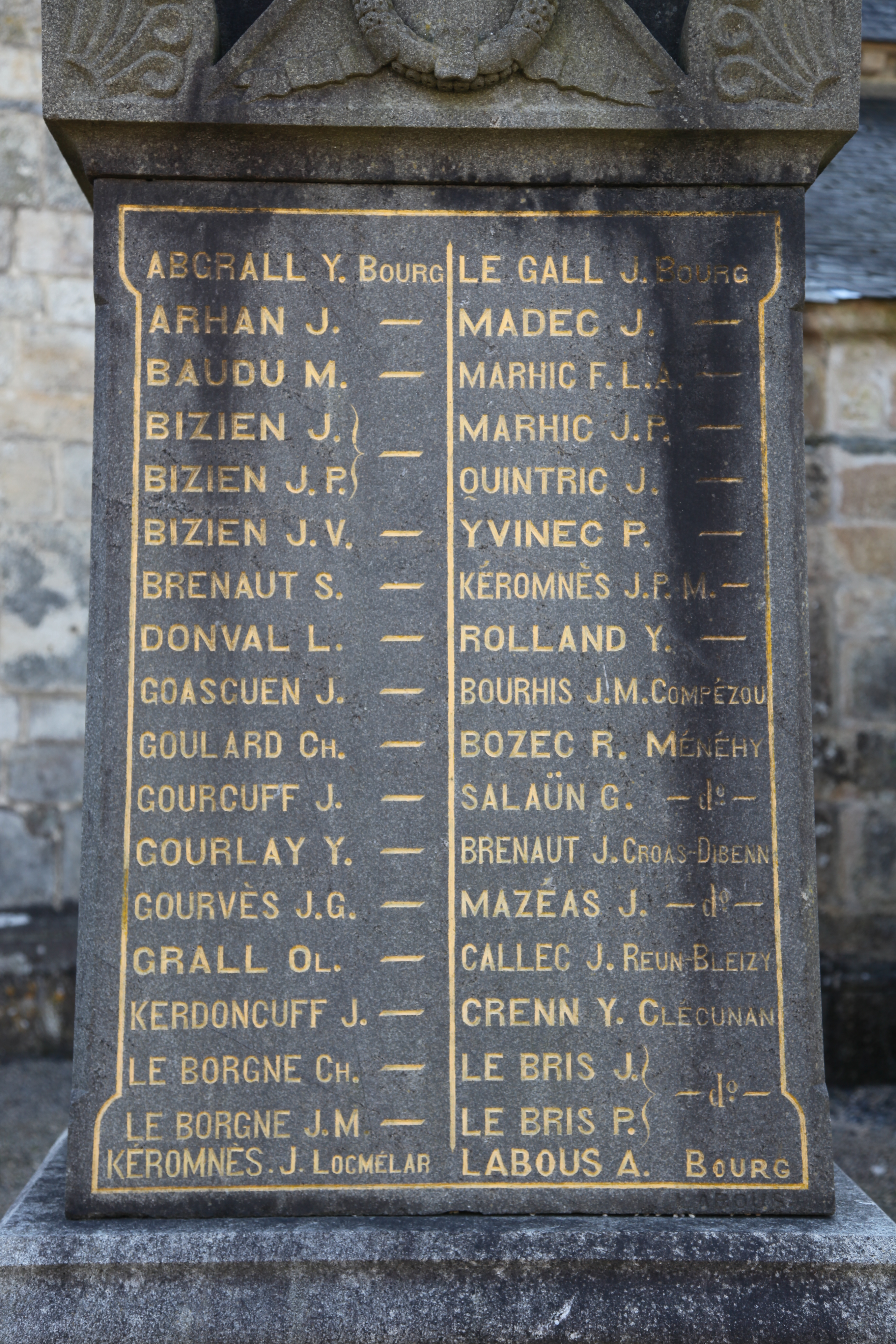
Liste 1.
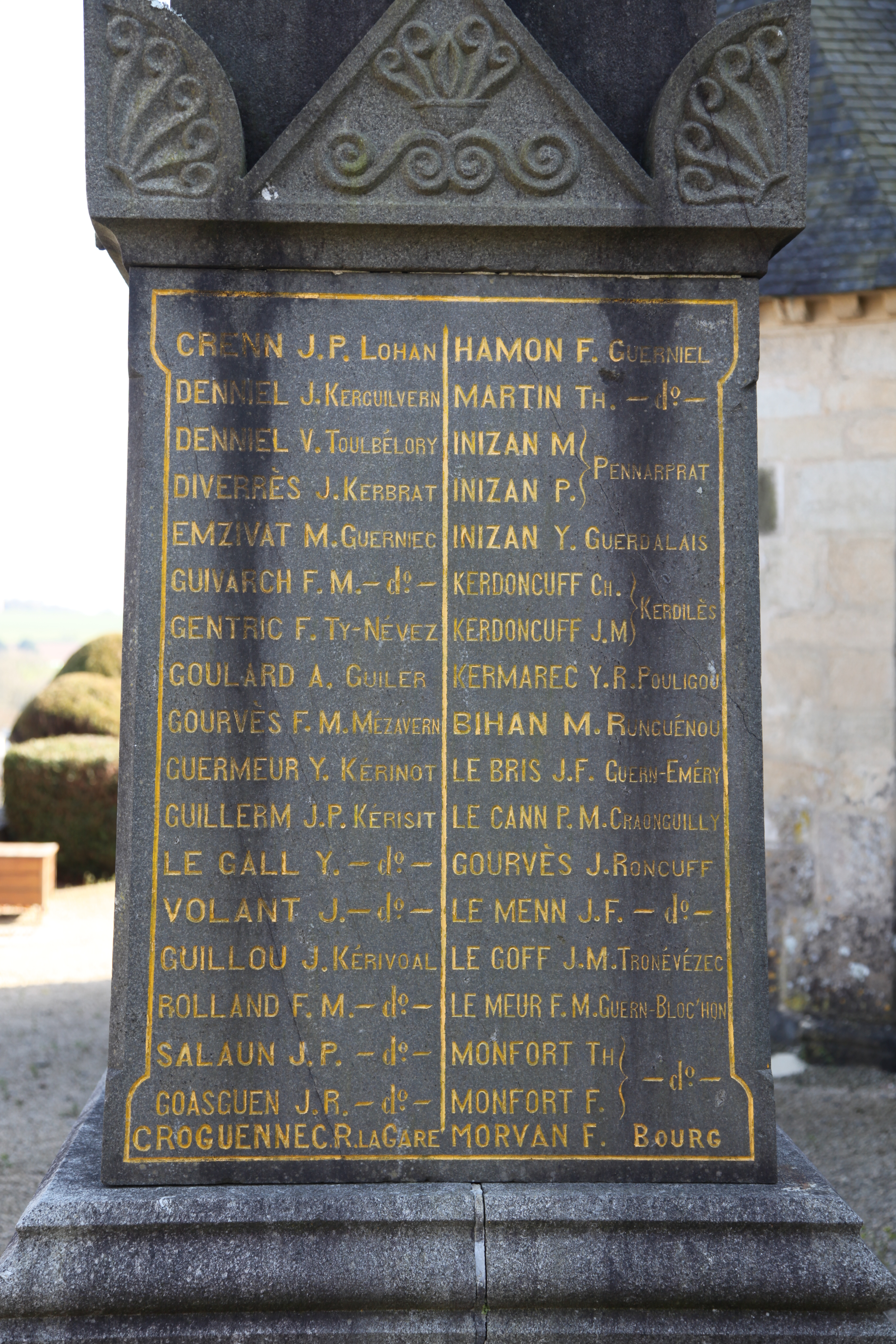
Liste 2.
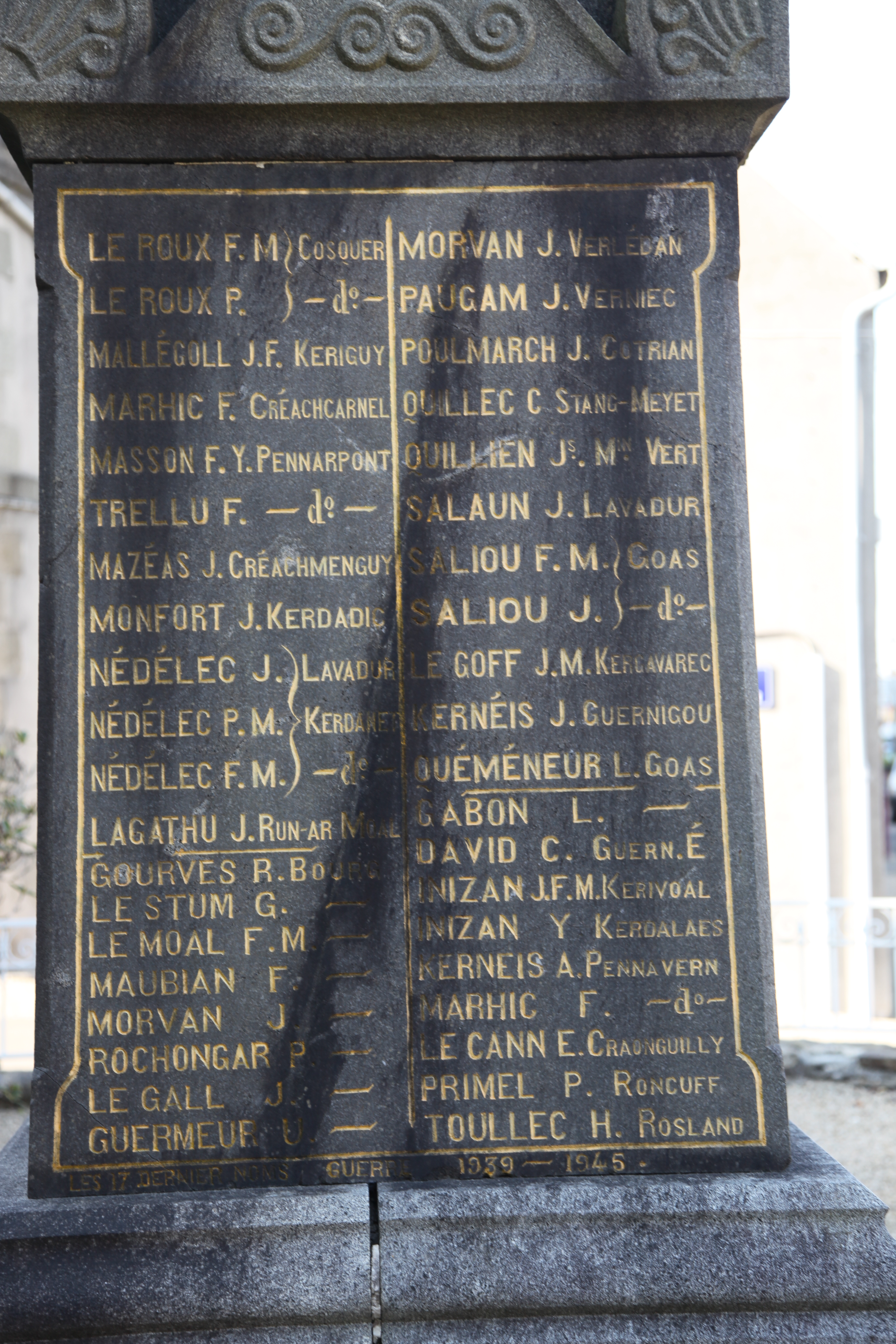
Liste 3.

Paul Gouriou, vicaire à Irvillac, fut grièvement blessé le 20 mars 1916 à Héricourt par l'explosion d'une grenade avant d'être fait prisonnier par les Allemands. Il fut démobilisé en mars 1919

#### L'Entre-deux-guerres
Jean Salaün, originaire d'Irvillac, matelot arrimeur, fut tué lors de la collision de deux hydravions près de Cherbourg (Cherbourg-Octeville en 2000, Cherbourg-en-Cotentin en 2016) le 24 juin 1936.
Deux chevaux qui s'emballèrent au retour d'un charroi de bois en grume qu'ils avaient conduit à la scierie de Coatnant en Irvillac provoquèrent le 18 mars 1938 le décès du conducteur de l'attelage et d'un charretier près du village de Forsquilly (en Saint-Éloy).

#### La Seconde Guerre mondiale
Le monument aux morts d'Irvillac porte les noms de 15 personnes mortes pour la France pendant la Seconde Guerre mondiale ; parmi elles, René Gourvès, membre des Forces françaises libres, disparu en mer ; Pierre Rochongar est mort dans le port de Casablanca (Maroc) le 13 septembre 1939 lors de l'explosion accidentelle du croiseur Pluton ; François Marhic est mort dans le Chenal du Four lors du naufrage du Vauquois victime d'une mine le 18 juin 1940.
Le 16 août 1944, de violents combats opposèrent une colonne de soldats allemands qui revenait de Brasparts via Le Tréhou et qui se dirigeait vers Brest et des résistants de la compagnie Jean-Riou, vite épaulés par le bataillon René-Caro, basé à Rumengol. Les combats firent 18 victimes parmi les résistants.

Monument commémoratif des résistants tués lors des combats d'Irvillac (16 août 1944)
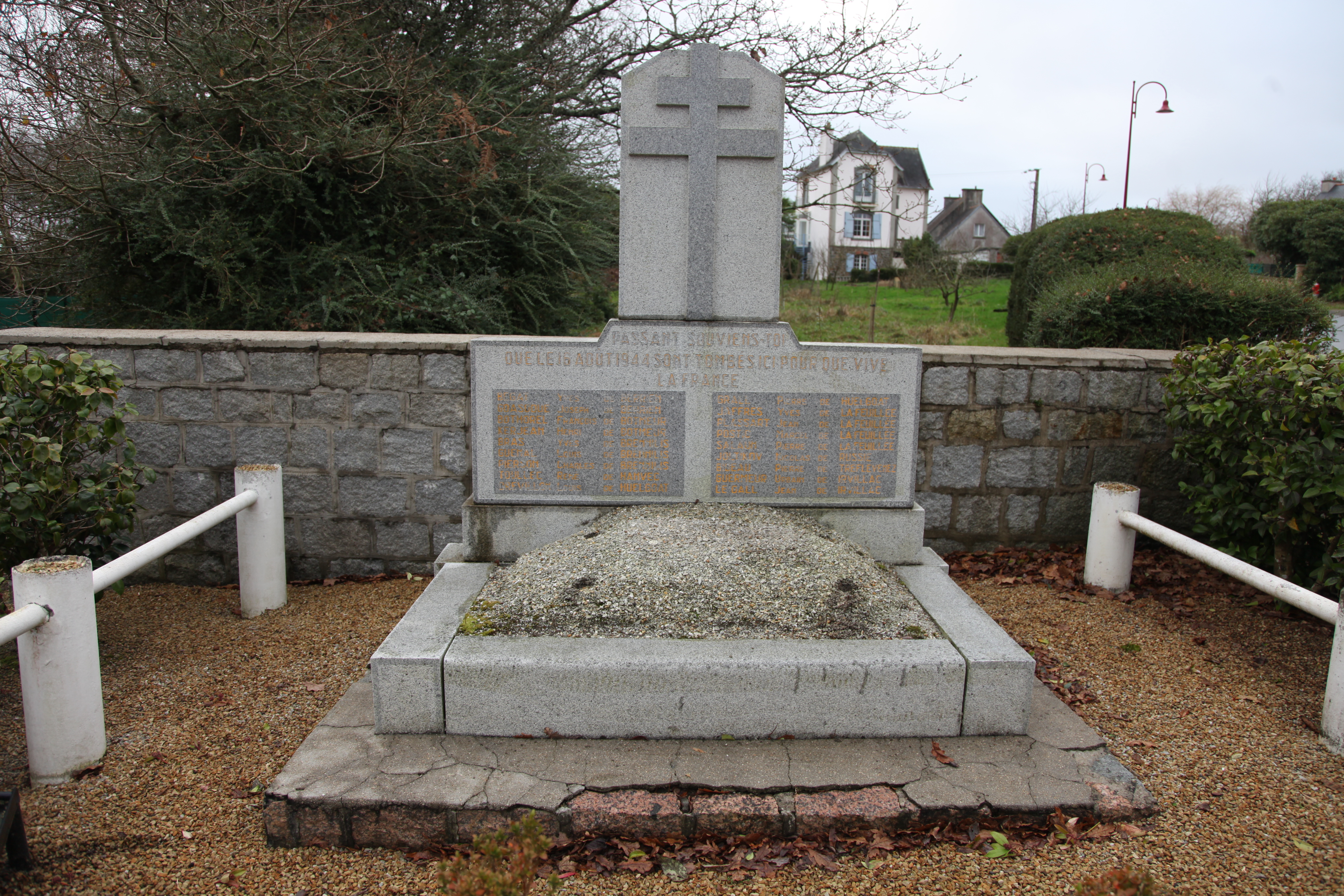
Vue générale.
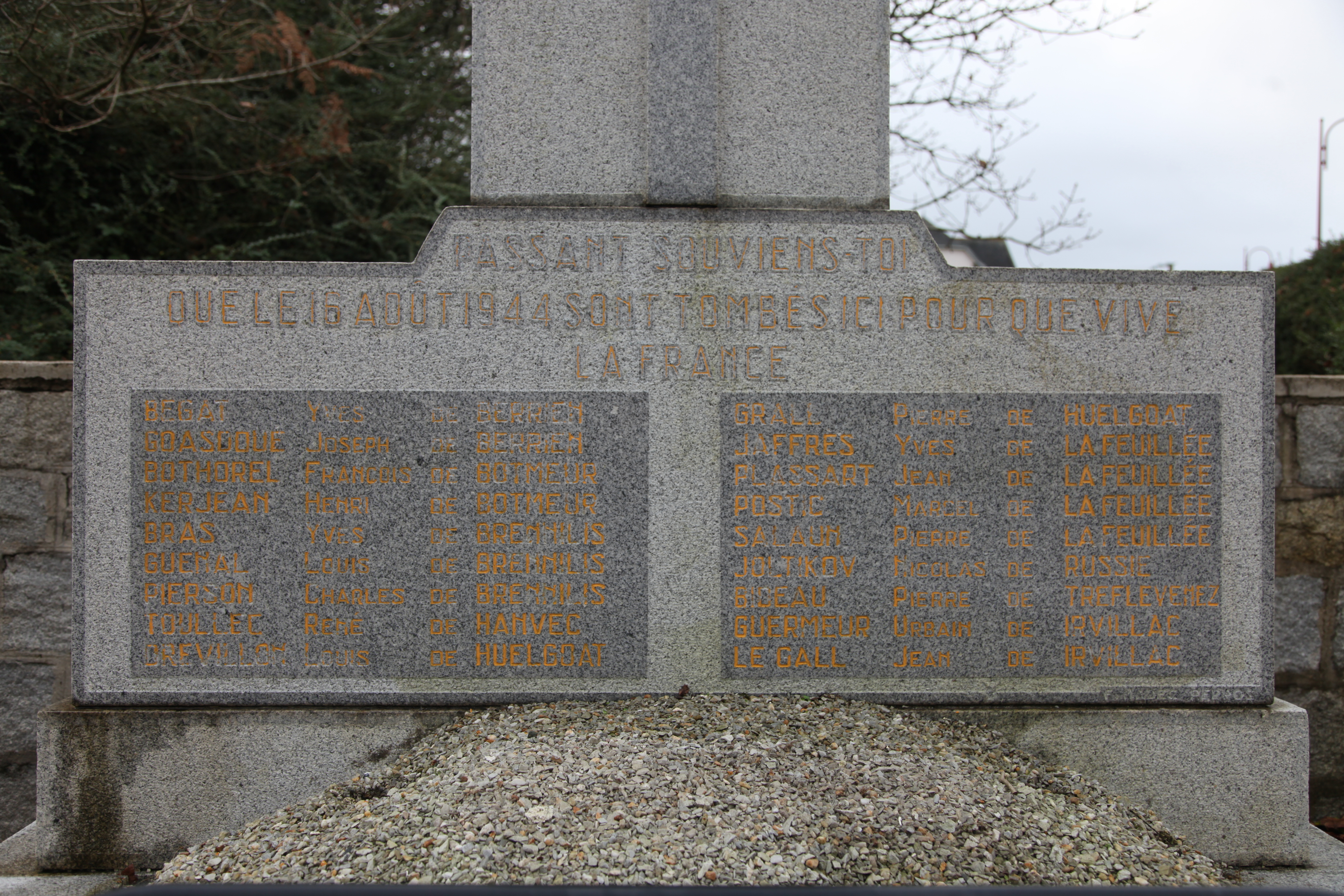
Liste.

Le 22 mai 1944, un avion anglais tombe sur le territoire de la commune d'Irvillac.

#### Les modifications territoriales survenues en 1946

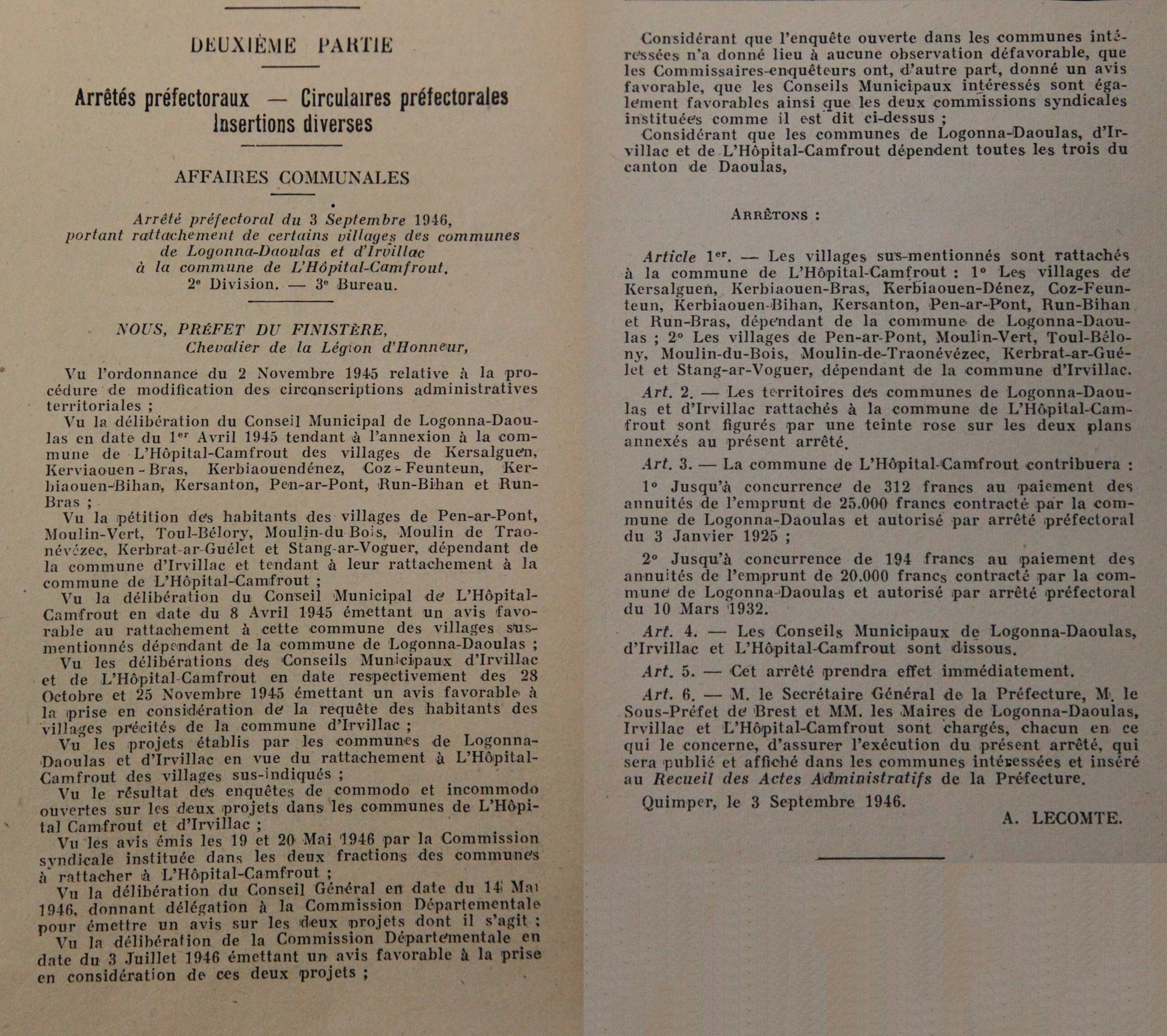
L'arrêté du 3 septembre 1946.

Par arrêté préfectoral du 3 septembre 1946 portant sur le rattachement de certains villages des communes de Logonna-Daoulas et d'Irvillac : « Les villages sus-mentionnés sont rattachés à la commune de L'Hôpital-Camfrout : 1° Kersalguen, Kerbiaouen-Bras, Kerbiaouen-Dénez, Coz-Feunteun, Kerbiaouen-Bihan, Kersanton, Pen-ar-Pont, Run-Bihan et Run-Bras, dépendant de la commune de Logonna-Daoulas ; 2° Pen-ar-Pont, Moulin-Vert, Toul-Bélony, Moulin-du-Bois, Moulin-de-Traonévézec, Kerbrat-ar-Guélet et Stang-ar-Voguer, dépendant de la commune d'Irvillac. »

#### L'après Seconde Guerre mondiale
Louis Morvan est mort pour la France le 22 octobre 1953 pendant la guerre d'Indochine.
En 1979, la commune accueille la première édition du Festival Elixir, premier gros festival de rock en France. Le journal Le Télégramme titre : « 15 000 fans au Woodstock breton ». Mais en raison de l'hostilité d'une partie des populations locales et de plusieurs municipalités du voisinage, le festival dut émigrer vers d'autres communes bretonnes les années suivantes.

## Enseignement

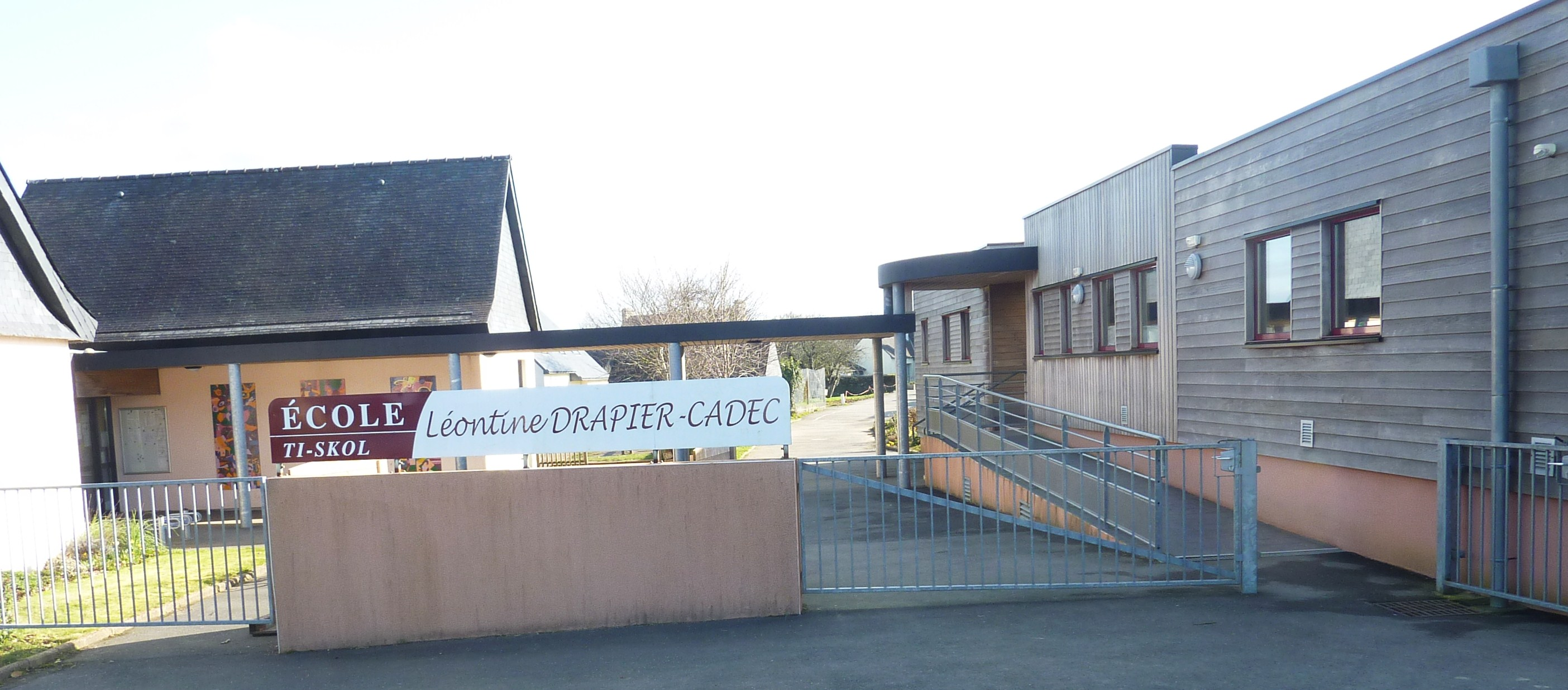
L'école Léontine Drapier-Cadec.

## Démographie
L'évolution du nombre d'habitants est connue à travers les recensements de la population effectués dans la commune depuis 1793. Pour les communes de moins de 10 000 habitants, une enquête de recensement portant sur toute la population est réalisée tous les cinq ans, les populations de référence des années intermédiaires étant quant à elles estimées par interpolation ou extrapolation. Pour la commune, le premier recensement exhaustif entrant dans le cadre du nouveau dispositif a été réalisé en 2007.
En 2022, la commune comptait 1 427 habitants, en évolution de −0,14 % par rapport à 2016 (Finistère : +2,16 %, France hors Mayotte : +2,11 %).
| 1793  | 1800  | 1806  | 1821  | 1831  | 1836  | 1841  | 1846  | 1851  |
| ----- | ----- | ----- | ----- | ----- | ----- | ----- | ----- | ----- |
| 1 701 | 2 083 | 1 885 | 1 523 | 2 222 | 2 328 | 2 452 | 2 594 | 2 523 |

| 1856  | 1861  | 1866  | 1872  | 1876  | 1881  | 1886  | 1891  | 1896  |
| ----- | ----- | ----- | ----- | ----- | ----- | ----- | ----- | ----- |
| 2 501 | 2 516 | 2 620 | 2 508 | 2 524 | 2 569 | 2 541 | 2 409 | 2 320 |

| 1901  | 1906  | 1911  | 1921  | 1926  | 1931  | 1936  | 1946  | 1954  |
| ----- | ----- | ----- | ----- | ----- | ----- | ----- | ----- | ----- |
| 2 348 | 2 294 | 2 237 | 2 009 | 1 809 | 1 687 | 1 658 | 1 489 | 1 260 |

| 1962  | 1968 | 1975 | 1982 | 1990  | 1999  | 2006  | 2007  | 2012  |
| ----- | ---- | ---- | ---- | ----- | ----- | ----- | ----- | ----- |
| 1 143 | 983  | 822  | 935  | 1 005 | 1 011 | 1 243 | 1 276 | 1 380 |

| 2017  | 2022  | - | - | - | - | - | - | - |
| ----- | ----- | - | - | - | - | - | - | - |
| 1 429 | 1 427 | - | - | - | - | - | - | - |

## Monuments
- L'enclos paroissial :
  - L'église paroissiale Saint-Pierre ;
  - Le calvaire ;
  - L'ossuaire.

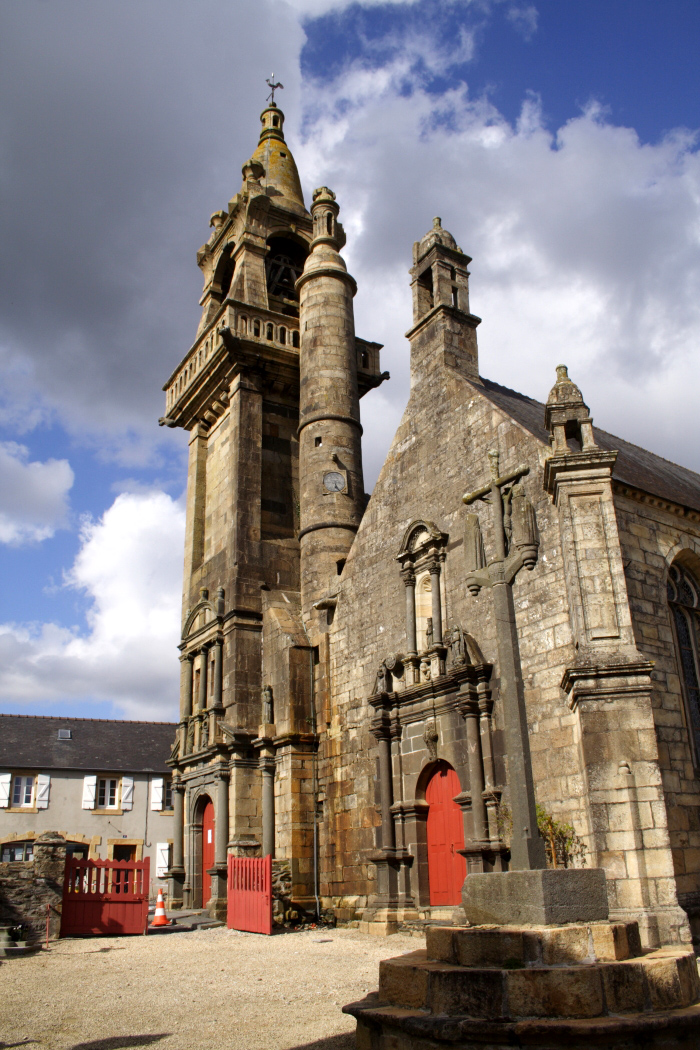
L'église paroissiale Saint-Pierre, la façade.
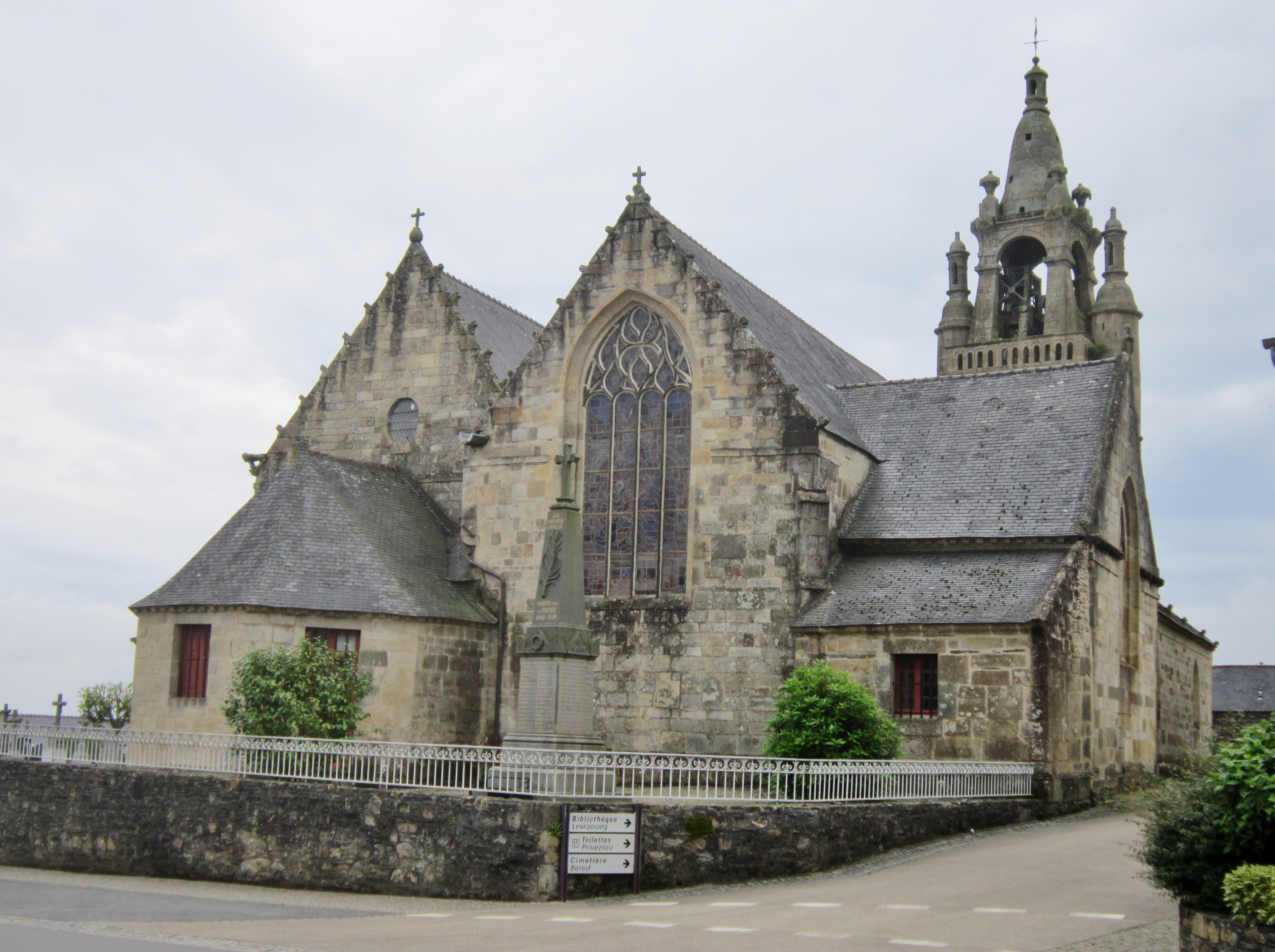
Irvillac : l'église paroissiale Saint-Pierre vue du sud-est.
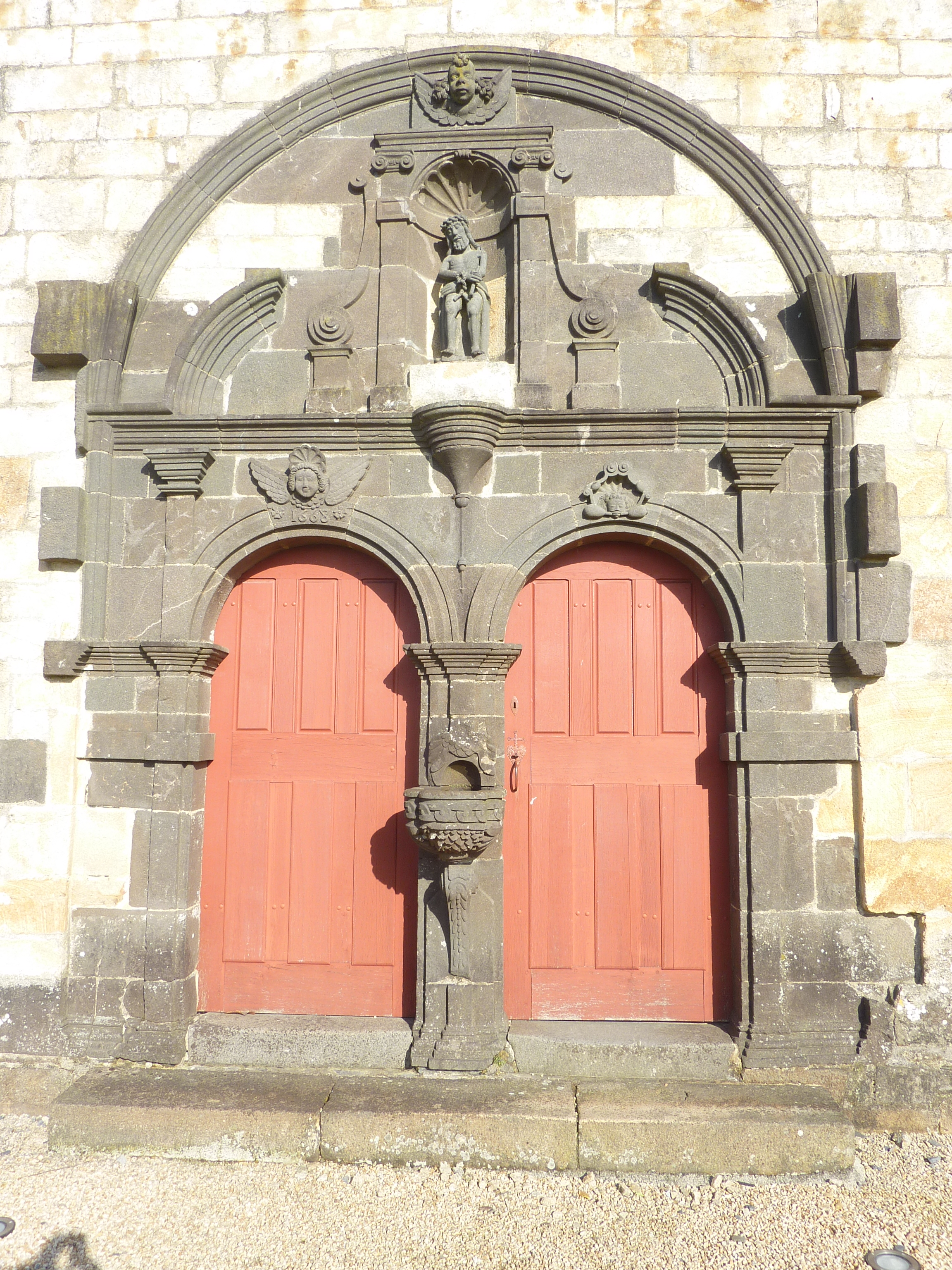
L'église. paroissiale Saint-Pierre, portes géminées.
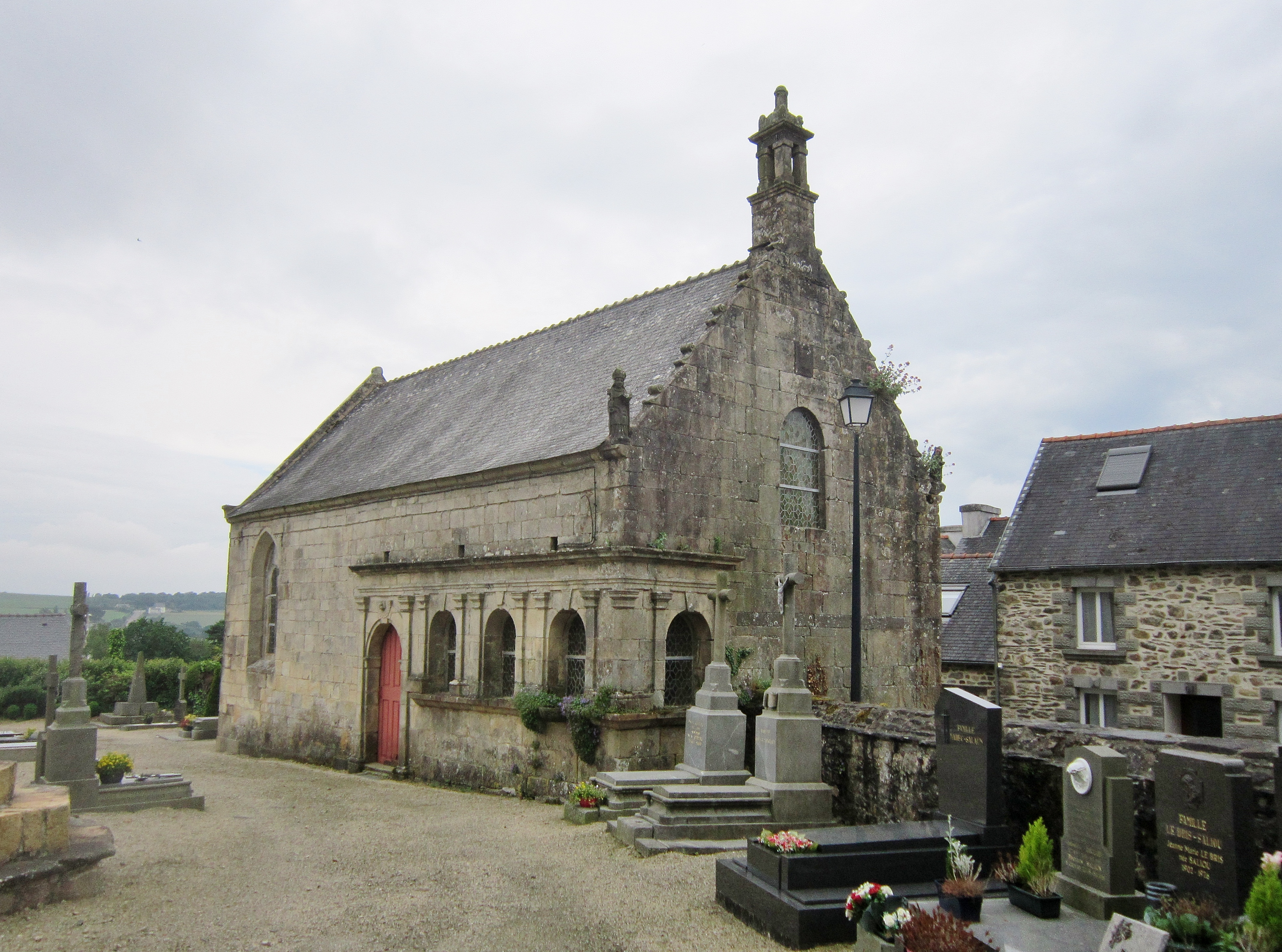
Irvillac : l'ossuaire au sein de l'enclos paroissial.
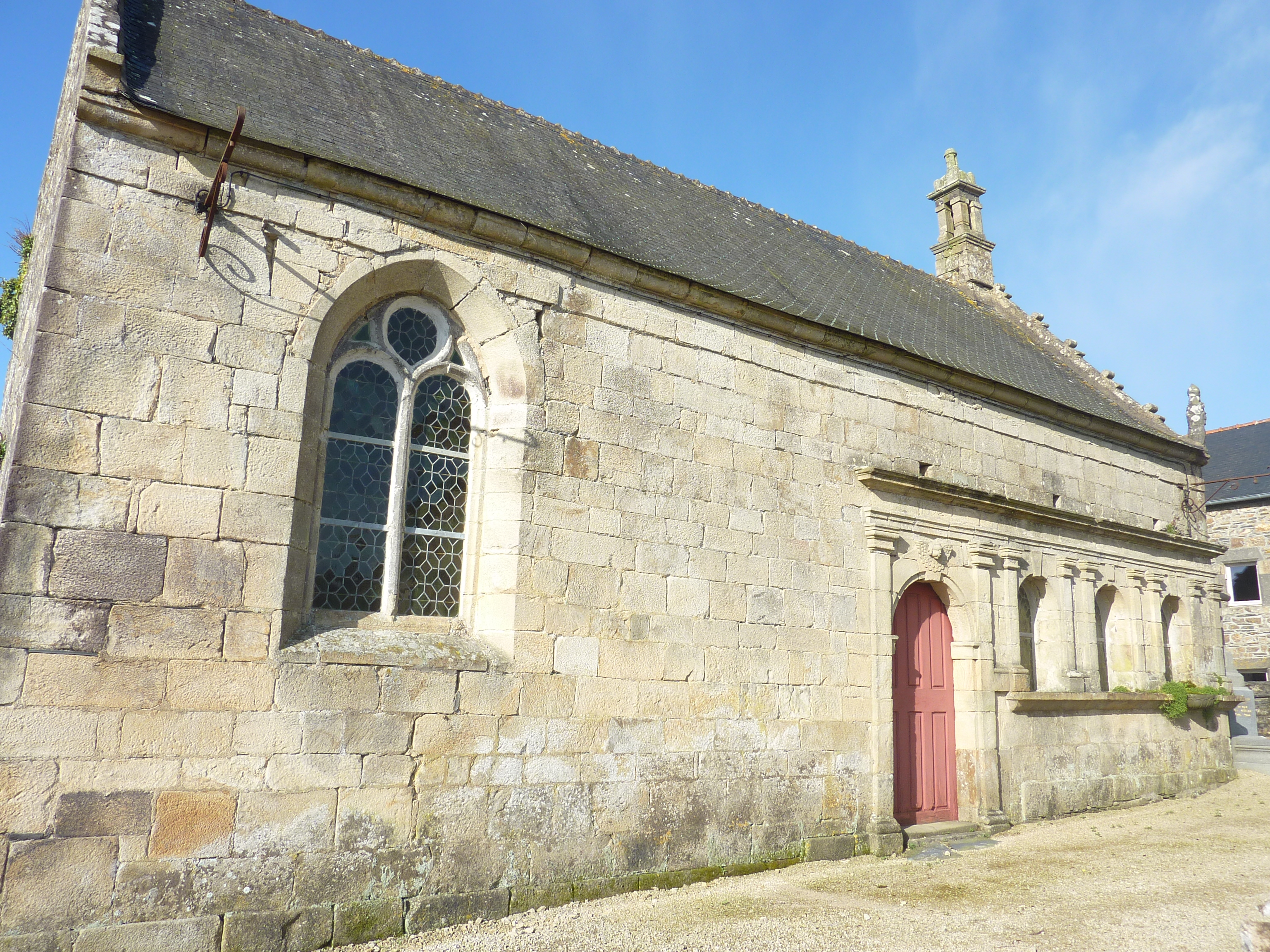
L'ossuaire.
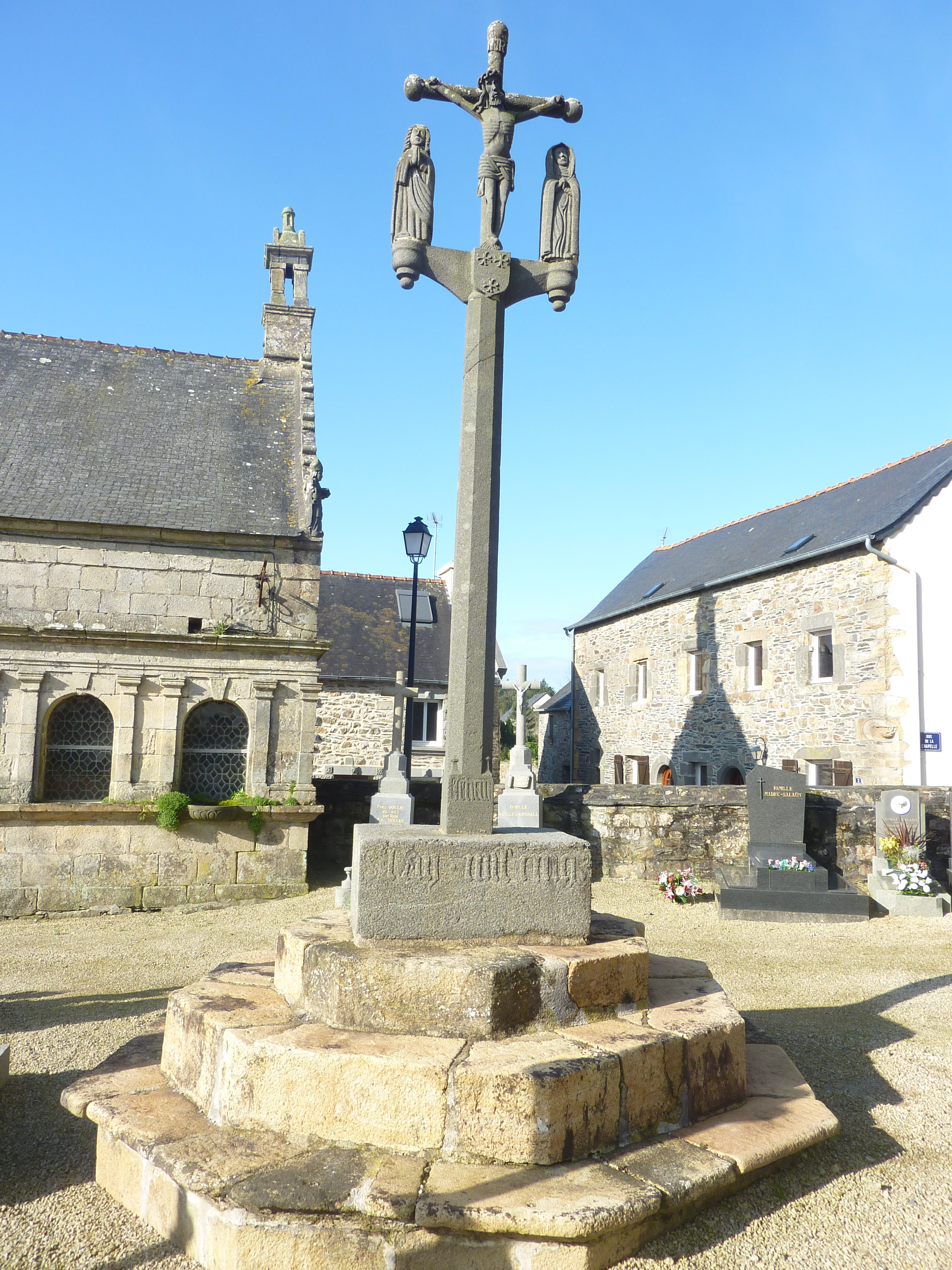
Le calvaire au sein de l'enclos paroissial.

- Le calvaire-fontaine de Coatnant et la chapelle Notre-Dame-de-Lorette : la chapelle, en forme de croix latine, date de 1634 la date de 1629 est inscrite sur un pilier intérieur) et a été restaurée vers 1822. Ses autels latéraux portent quatre sibylles en bas-relief avec leurs attributs : Persica, Hellesponca, Phrygia, Delphica[28]. Une pierre sculptée, encastrée dans le mur extérieur représente la Mise au tombeau avec six personnages et daterait de la fin du XVe siècle ou du XVIe siècle. Un ecce homo en pierre est sculpté sur le mur sud[65]. Ce fut un lieu de pèlerinage très fréquenté autrefois.

Le calvaire de Coatnant est un calvaire-fontaine situé près de la chapelle Notre-Dame-de-Lorette. Le calvaire est au-dessus d'une fontaine monumentale, datée de 1644, ornée d'une statue en pierre de la Vierge à l'enfant qui a les pieds posés sur le corps d'une femme-serpent (la démone ainsi terrassée est probablement Damona, la déesse celtique des eaux, fréquemment ainsi représentée en Bretagne). Du pied s'élèvent deux longues branches en granit, courbées en volutes et soutenant les statues adossées de Notre-Dame, saint Yves, saint Pierre et saint Jean, l'ensemble ayant une forme d'ancre de marine. Ce calvaire est dû à Roland Doré et a été classé monument historique en 1976.
Le village de Coatnant est décrit ainsi par l'écrivain Keranforest (Dominique de Lafforest) : « Trois arbres, une prairie, un ciel qui se mire dans une mare, une curieuse fontaine, une chapelle, quelques maisons anciennes, voilà Coat-Nan, (...) hameau d'Irvillac, installé au bord d'un ruisseau qui court vers l'anse du joli bourg de L'Hôpital-Camfrout ».

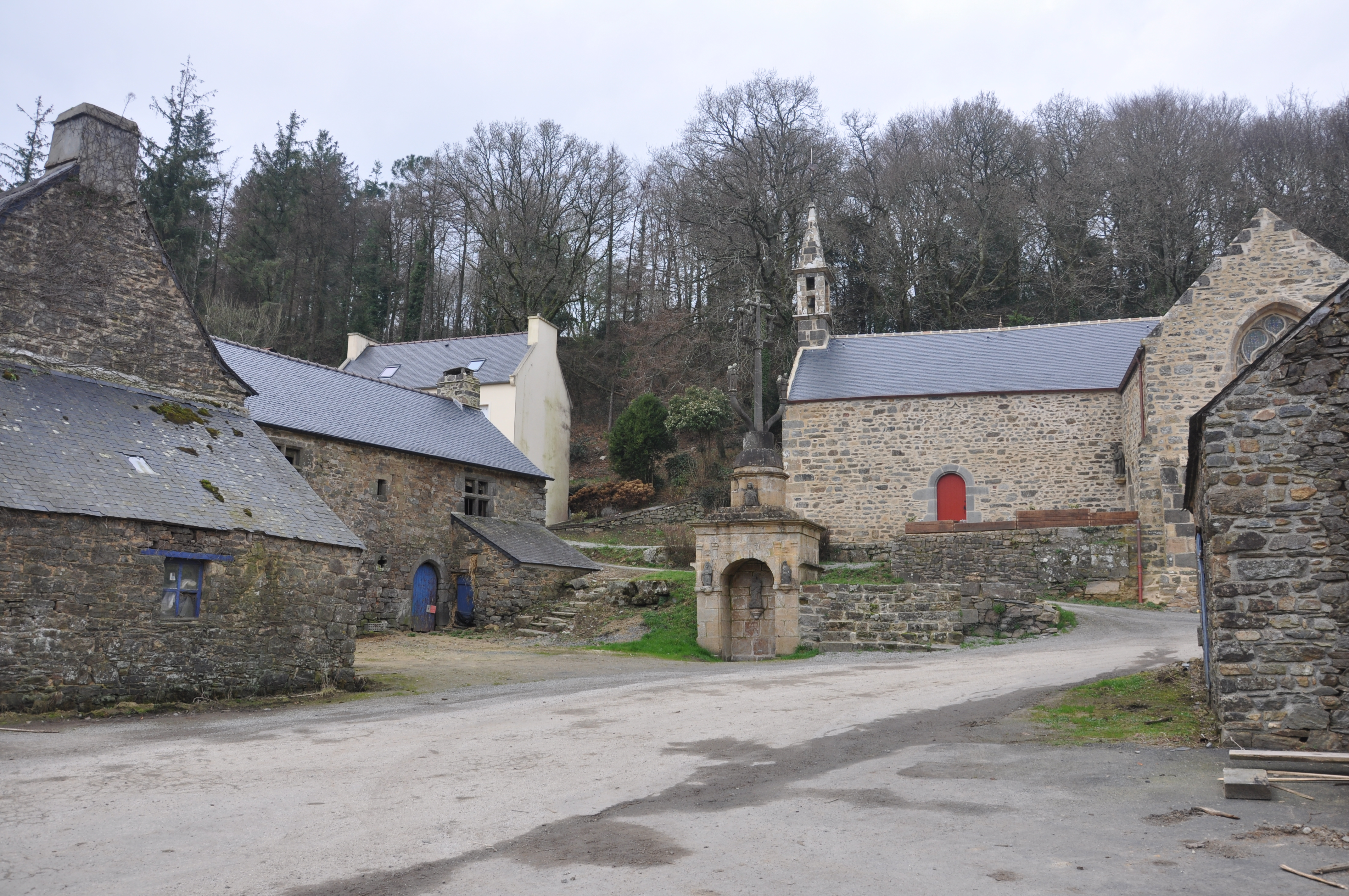
Le village[31] de Coatnant.
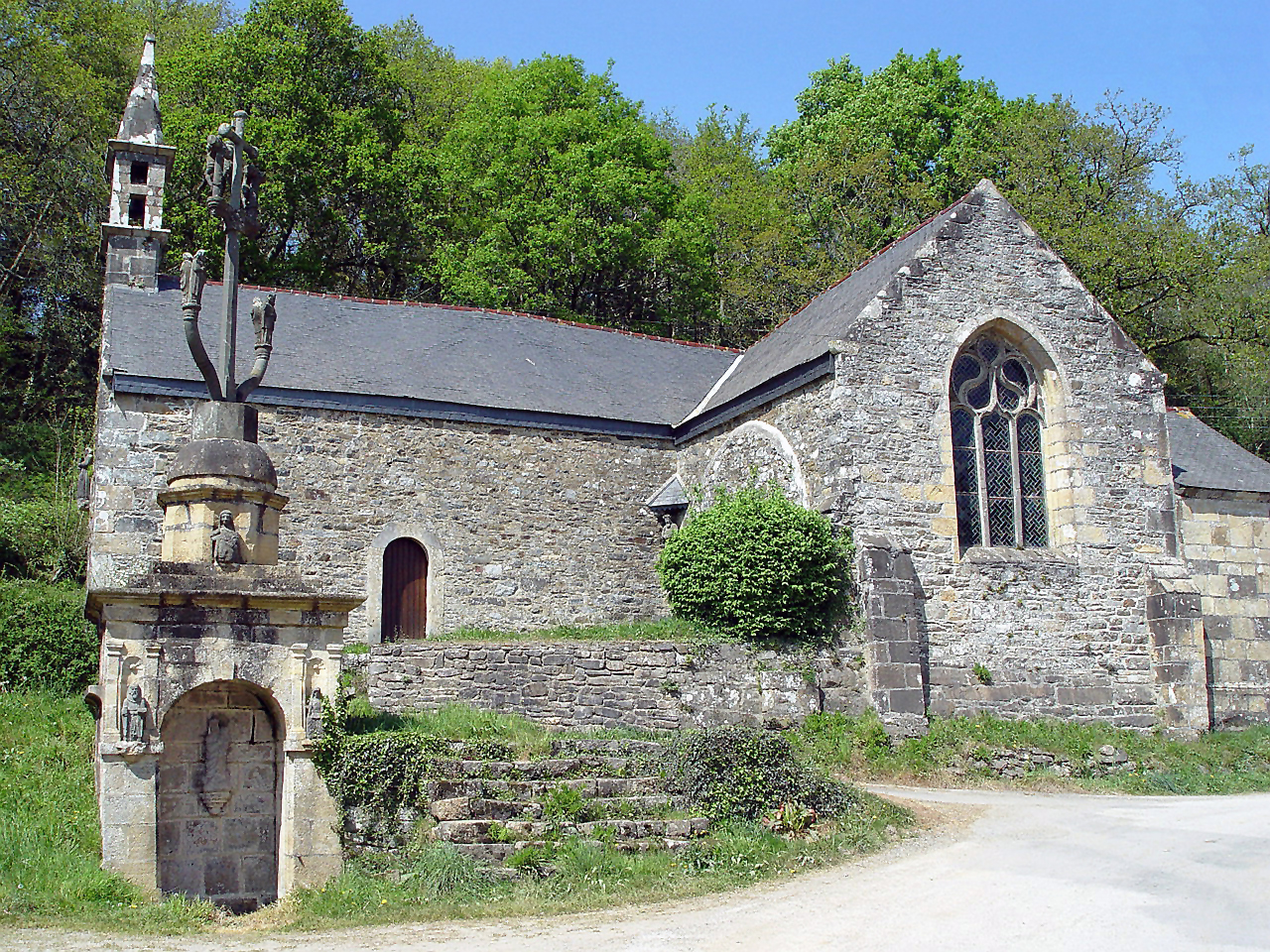
La chapelle Notre-Dame-de-Lorette et le calvaire de Coatnant.
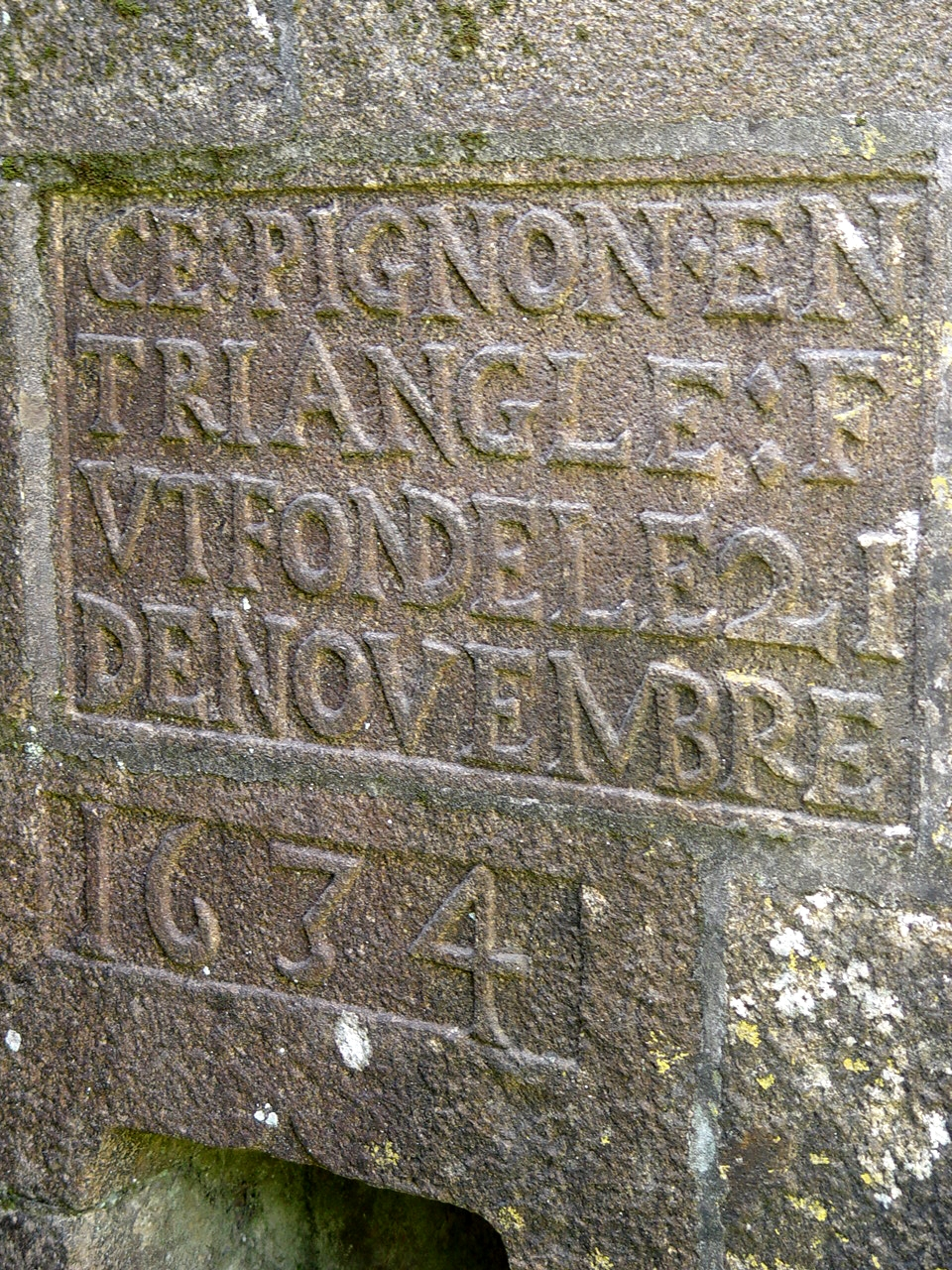
La chapelle Notre-Dame-de-Lorette, pierre angulaire datée de 1634.
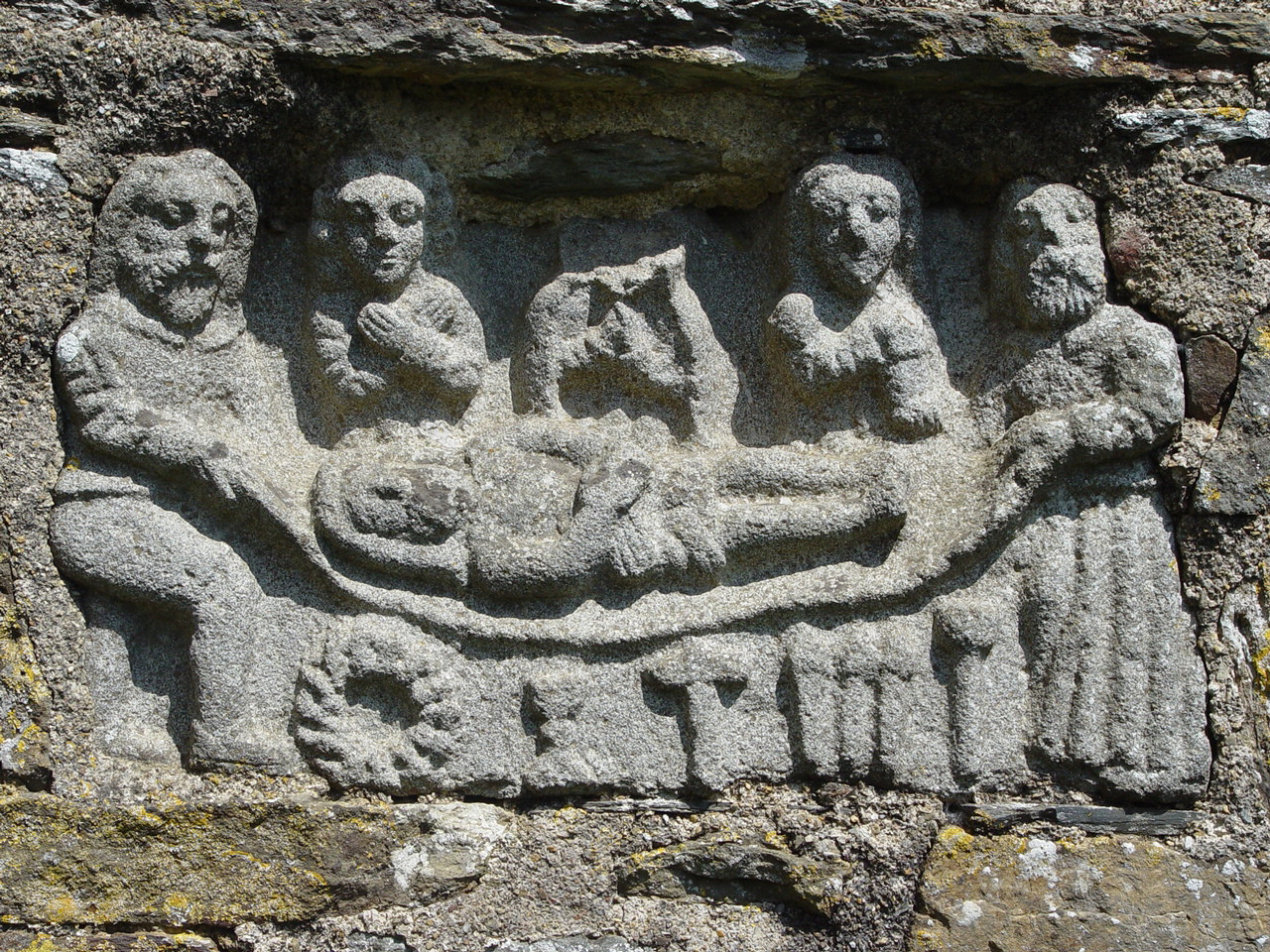
La chapelle Notre-Dame-de-Lorette, niche dans le mur, mise au tombeau.
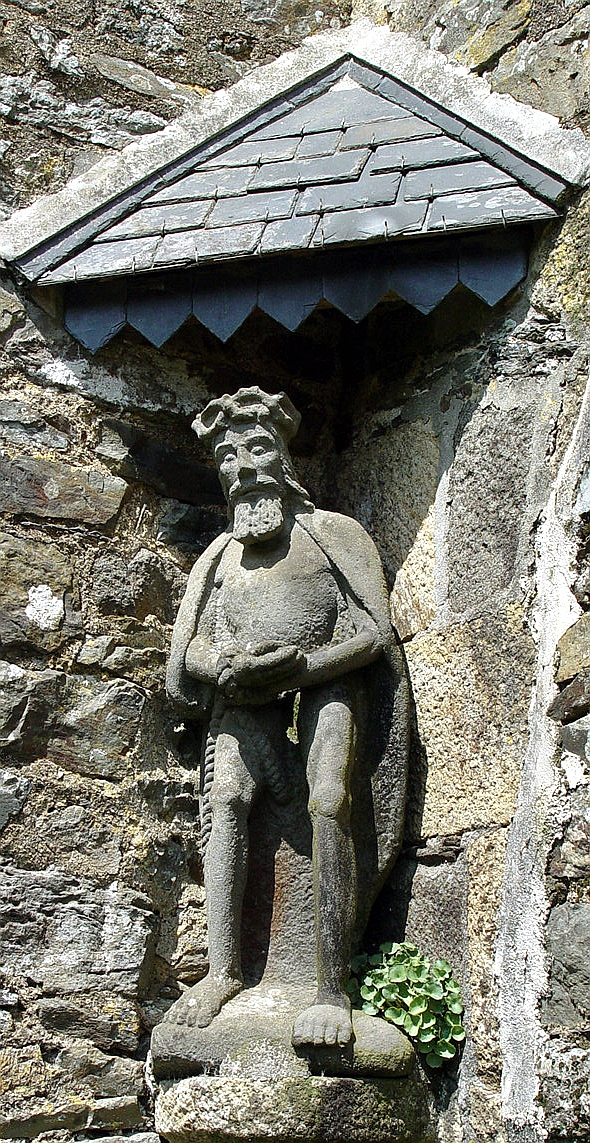
La chapelle Notre-Dame-de-Lorette, Christ aux liens.
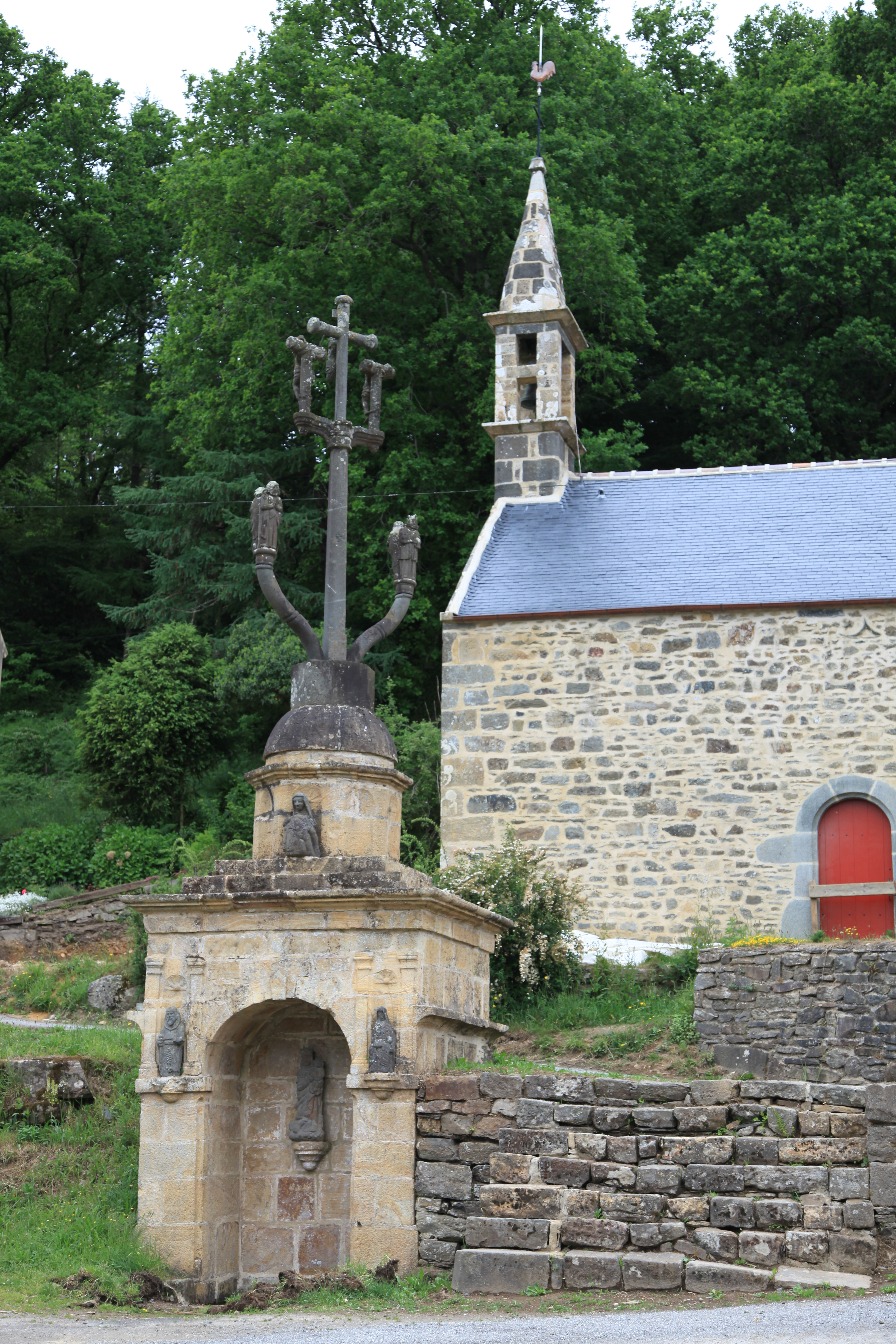
Le calvaire-fontaine de Coatnant (1644, par Roland Doré), vue d'ensemble).
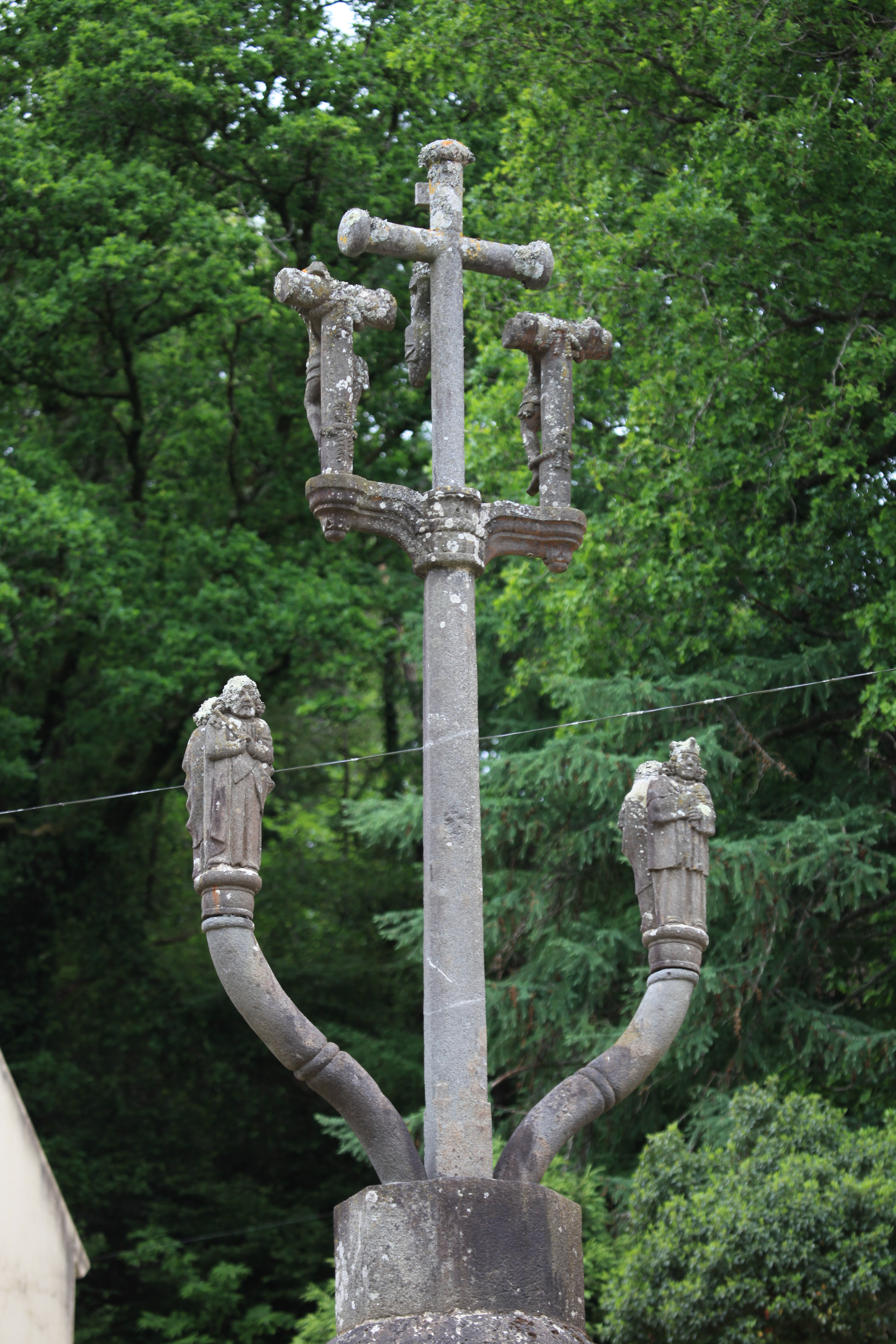
Calvaire.
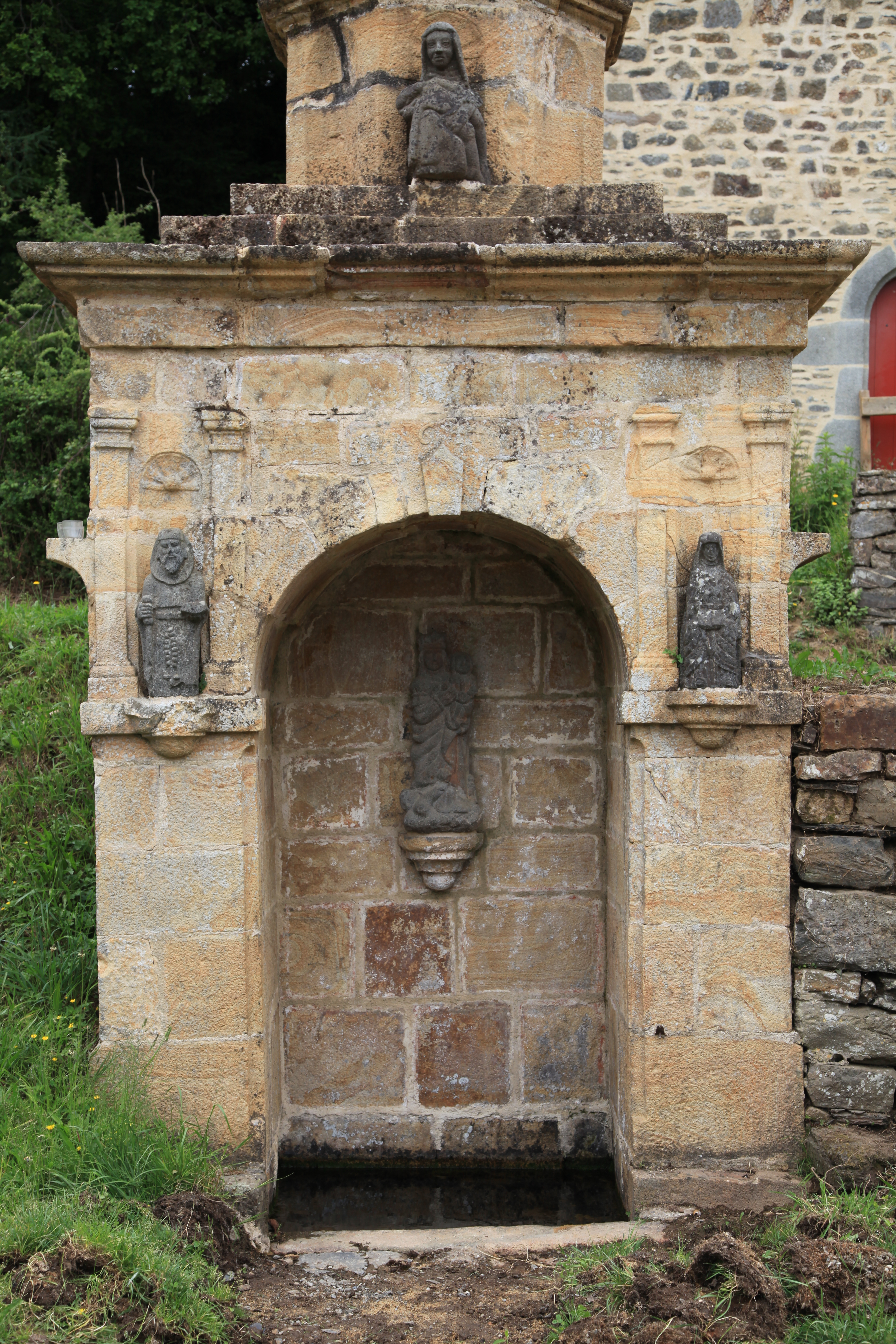
Fontaine.
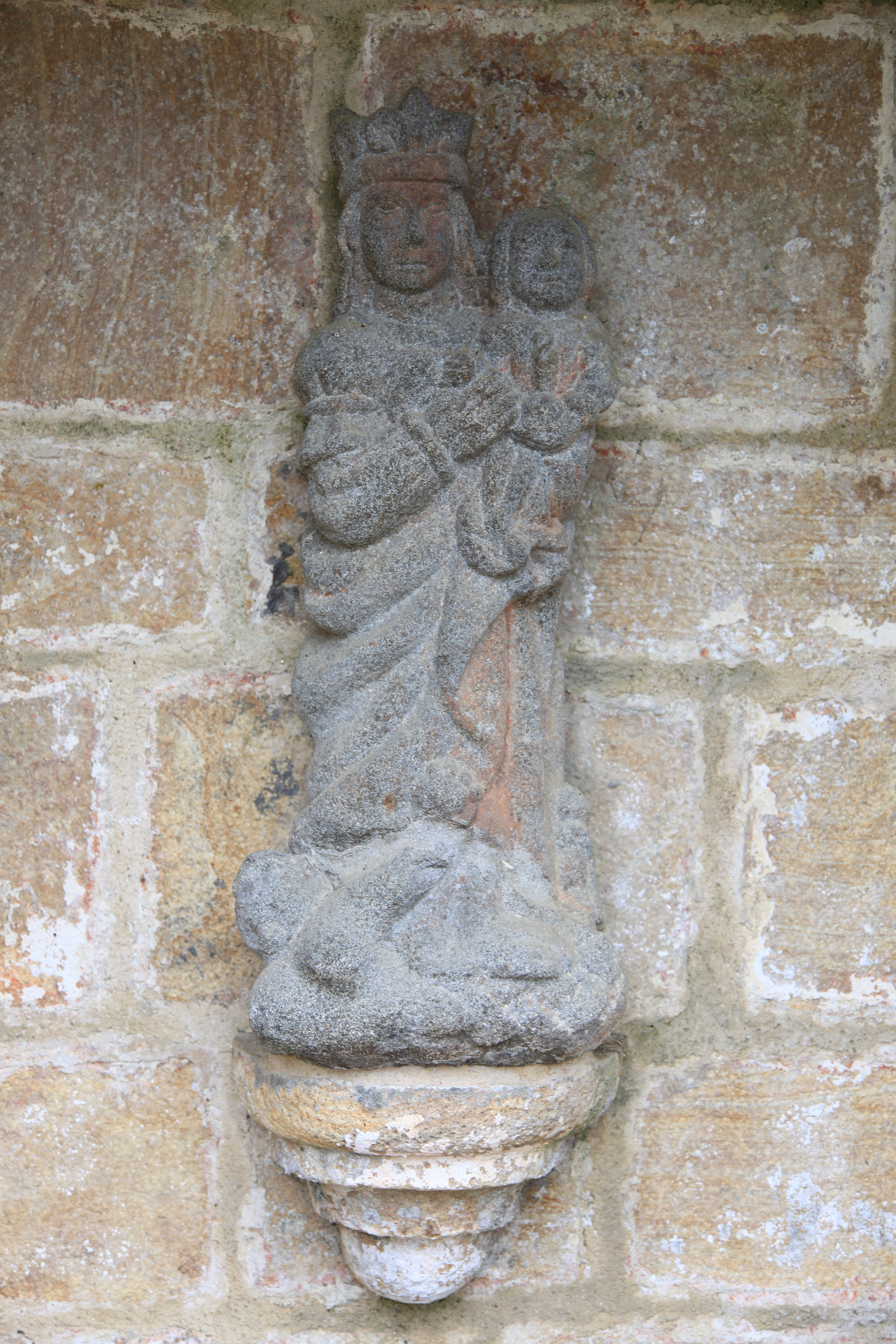
Vierge à l'Enfant.
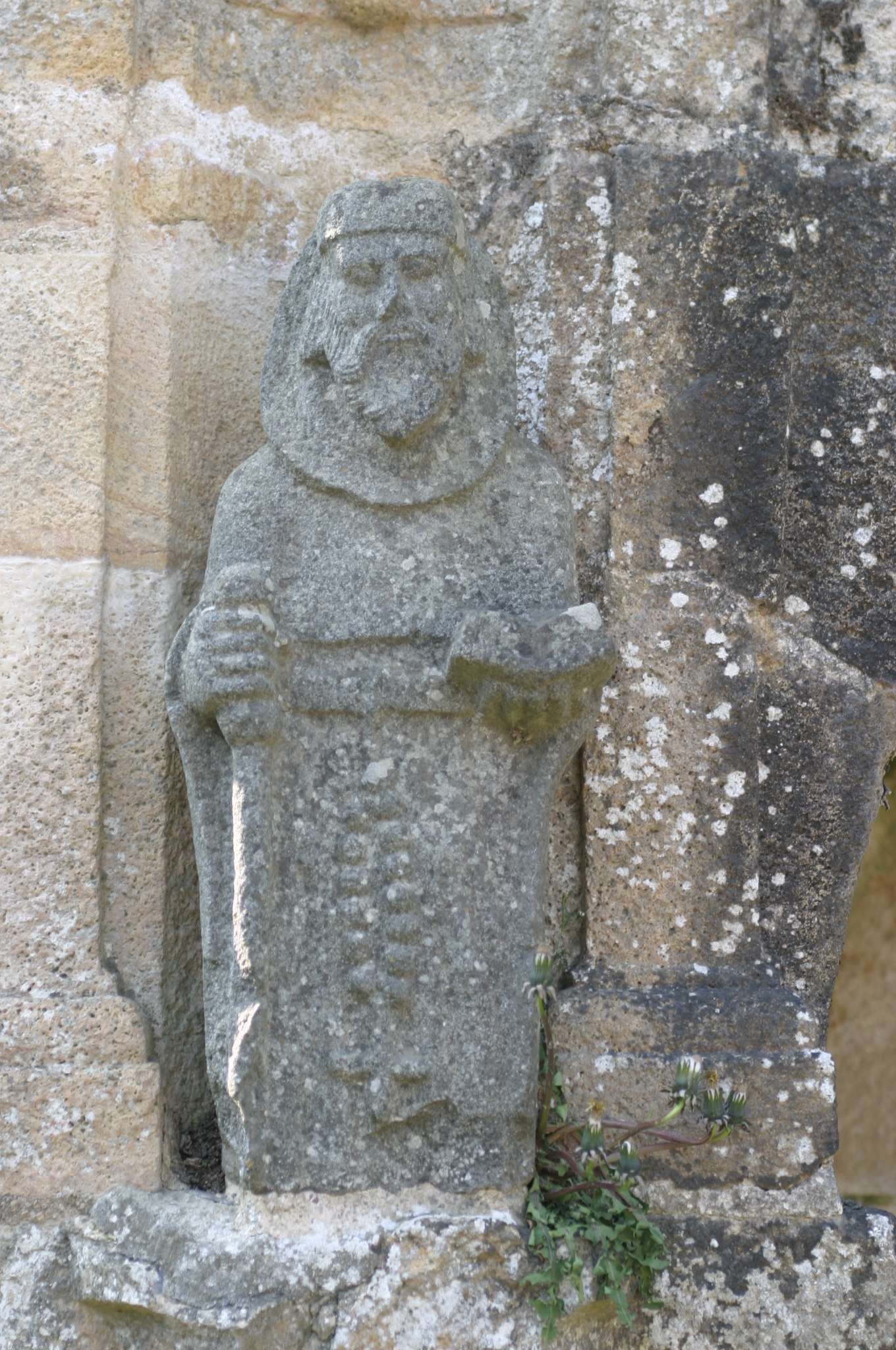
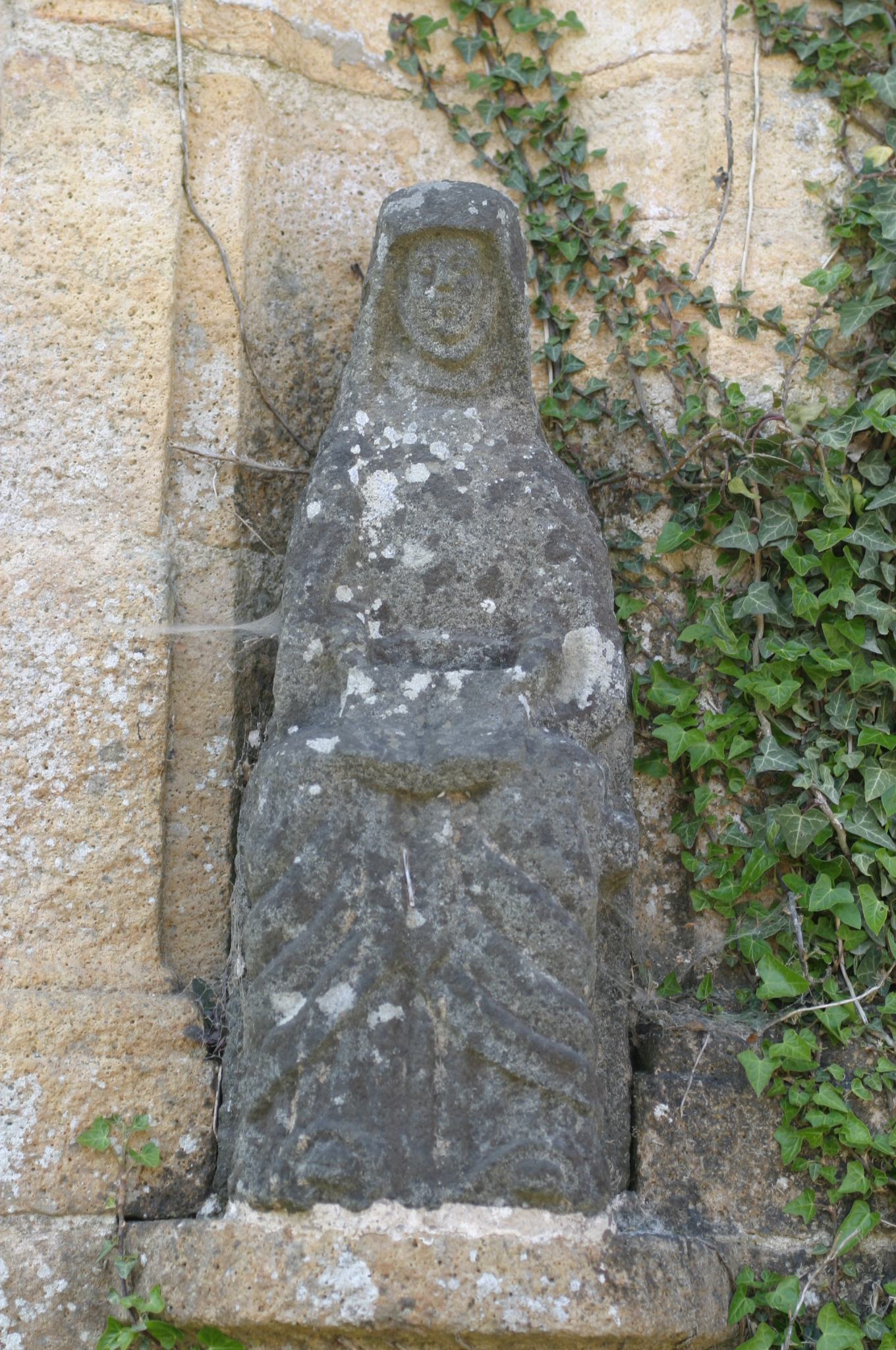
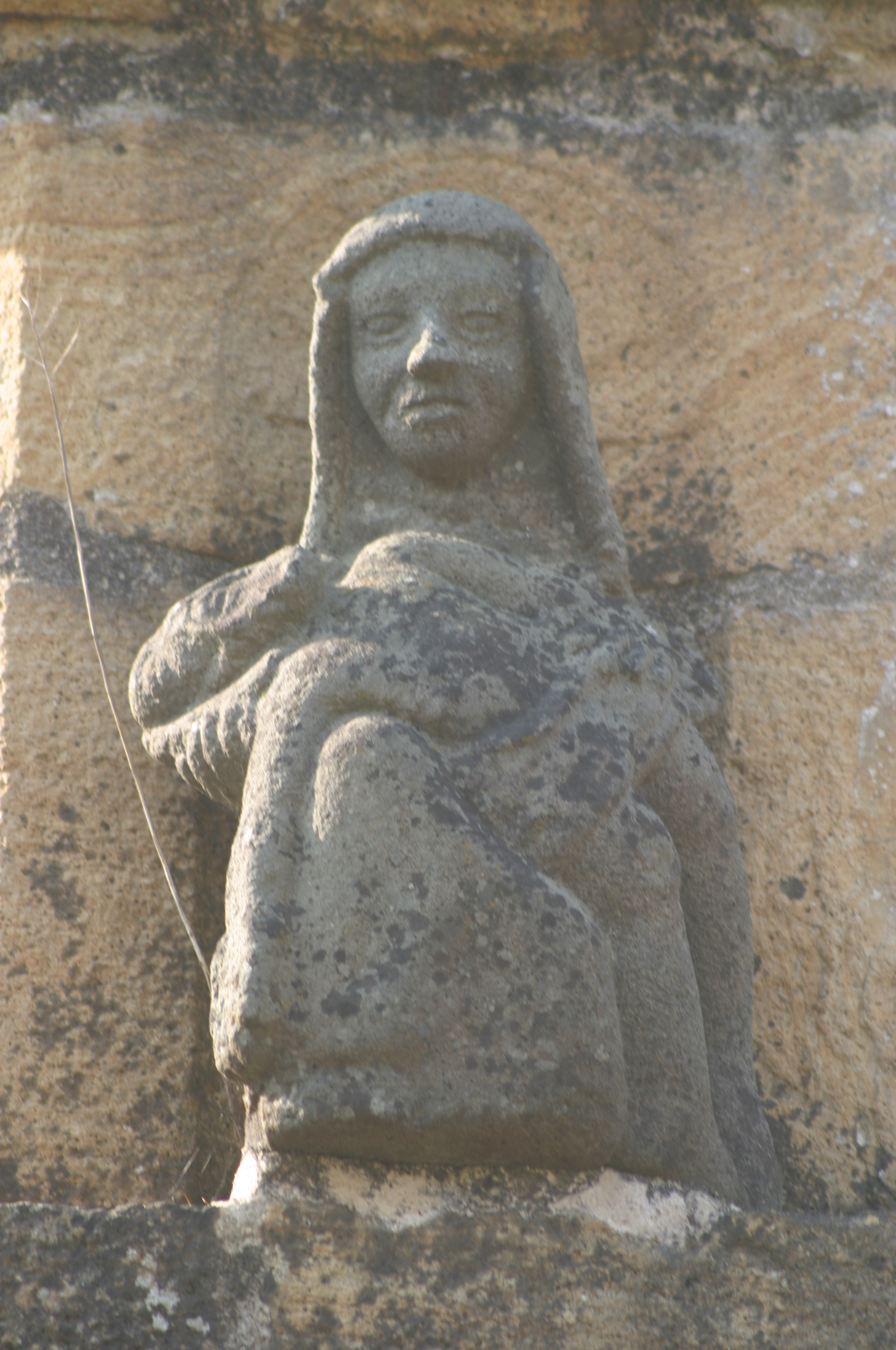
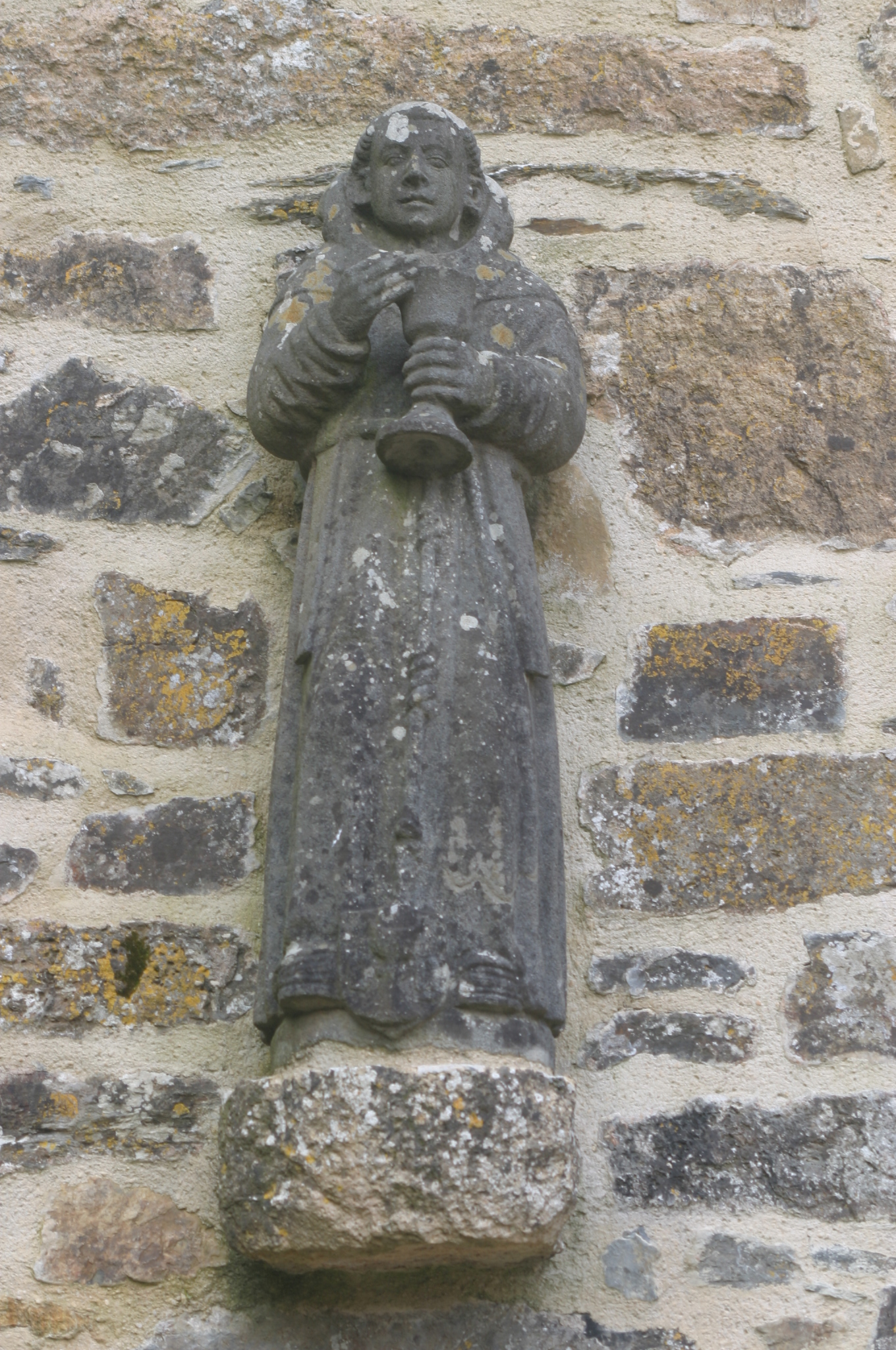
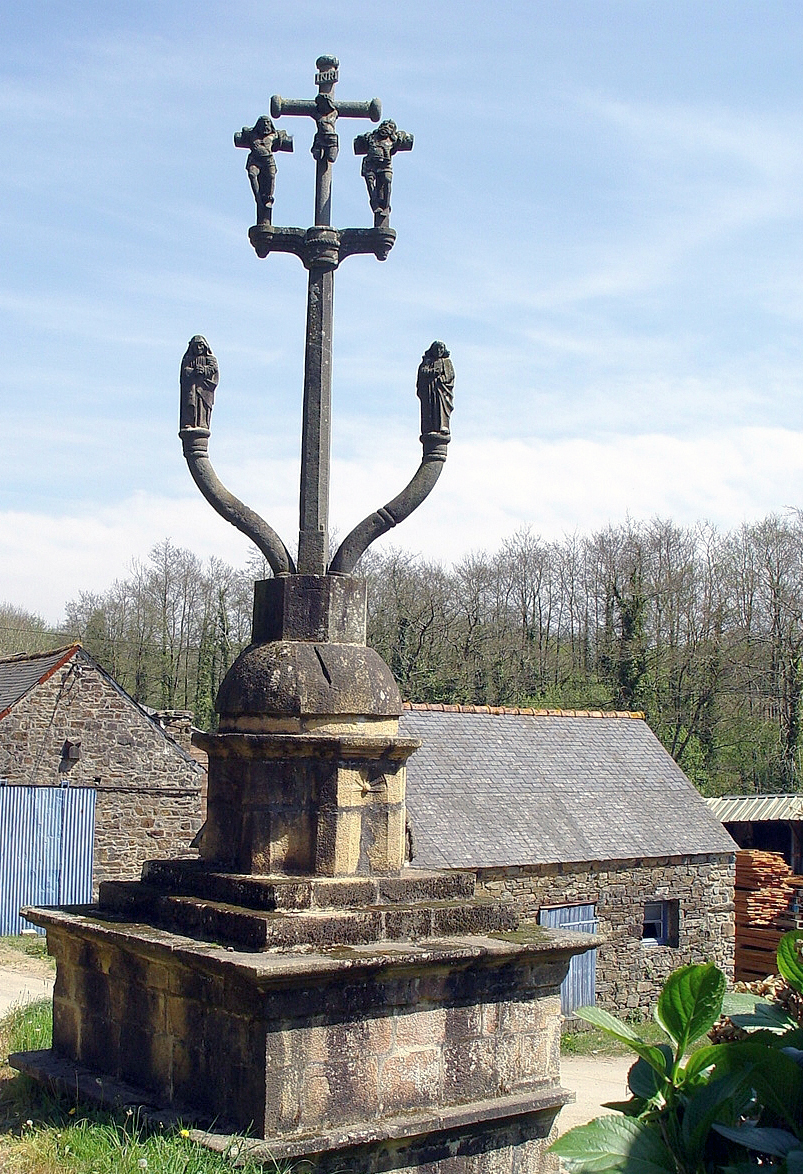
Irvillac : le calvaire-fontaine de Coatnant (1644, par Roland Doré), vue de la face ouest.
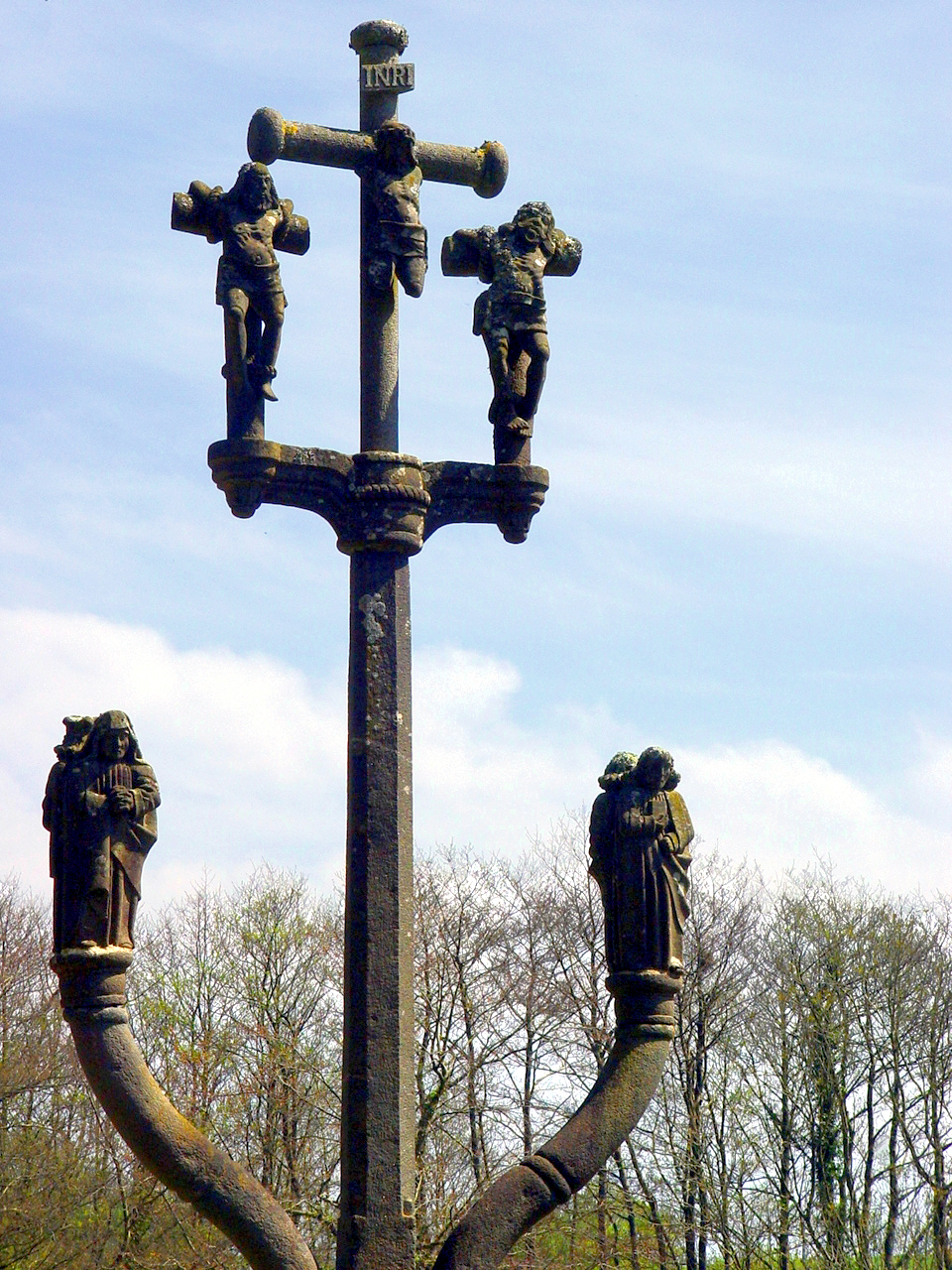
Le calvaire-fontaine de Coatnant (1644, par Roland Doré), vue partielle.
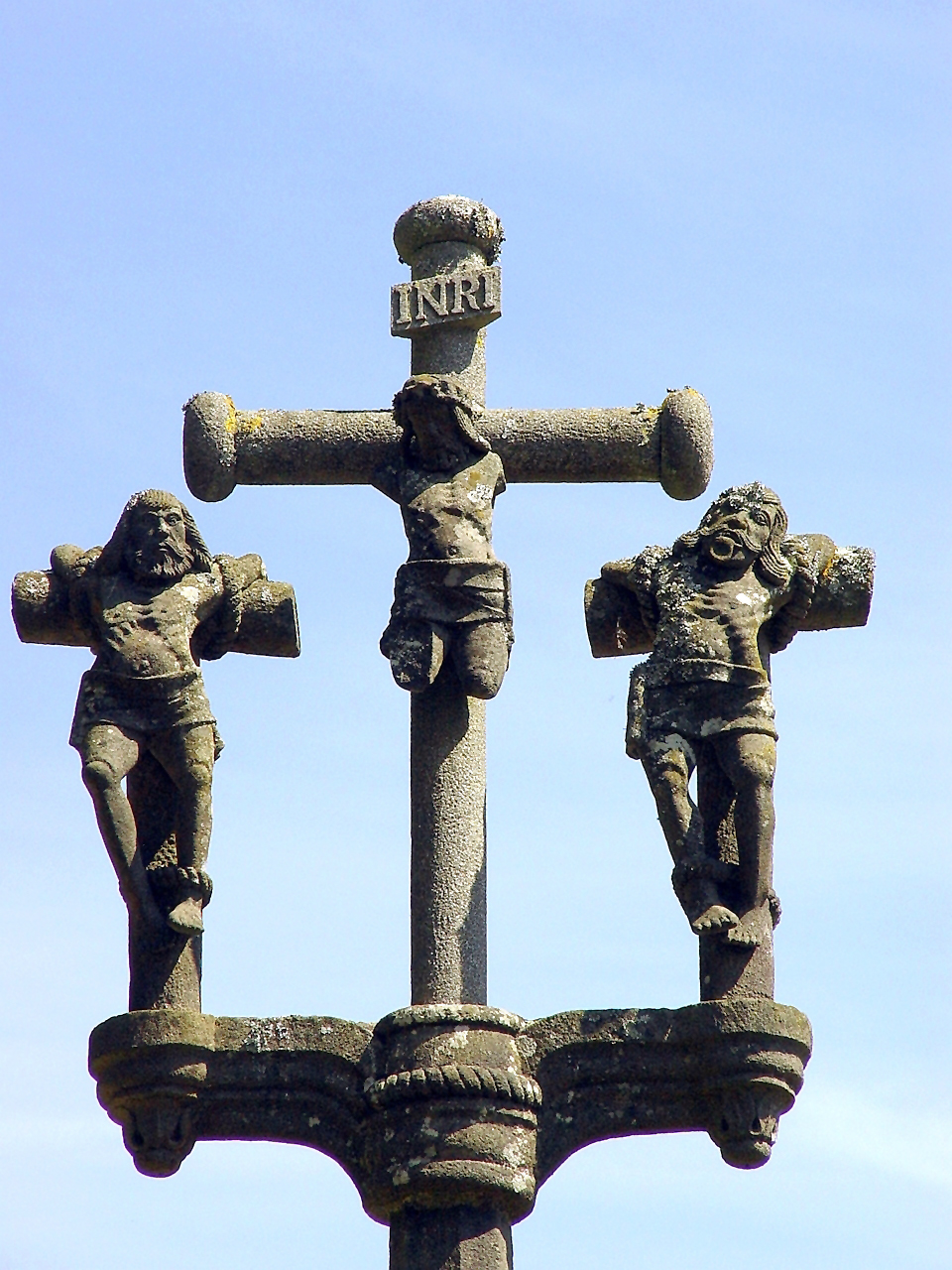
Le calvaire-fontaine de Coatnant (1644, par Roland Doré), le Christ et les deux larrons.
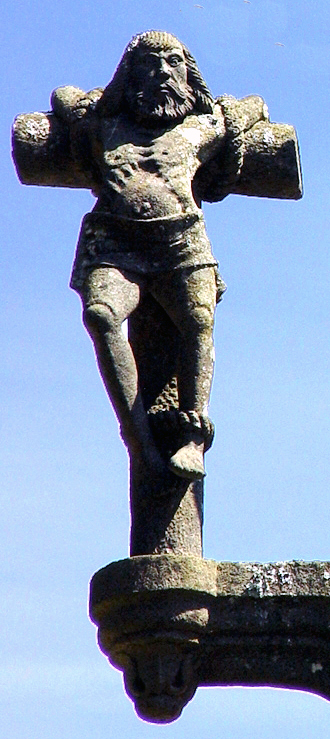
Le calvaire-fontaine de Coatnant (1644, par Roland Doré), le bon larron.
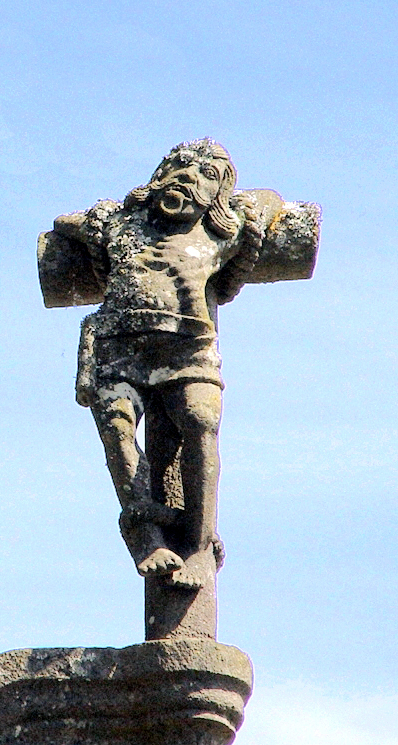
Le calvaire-fontaine de Coatnant (1644, par Roland Doré), le mauvais larron.
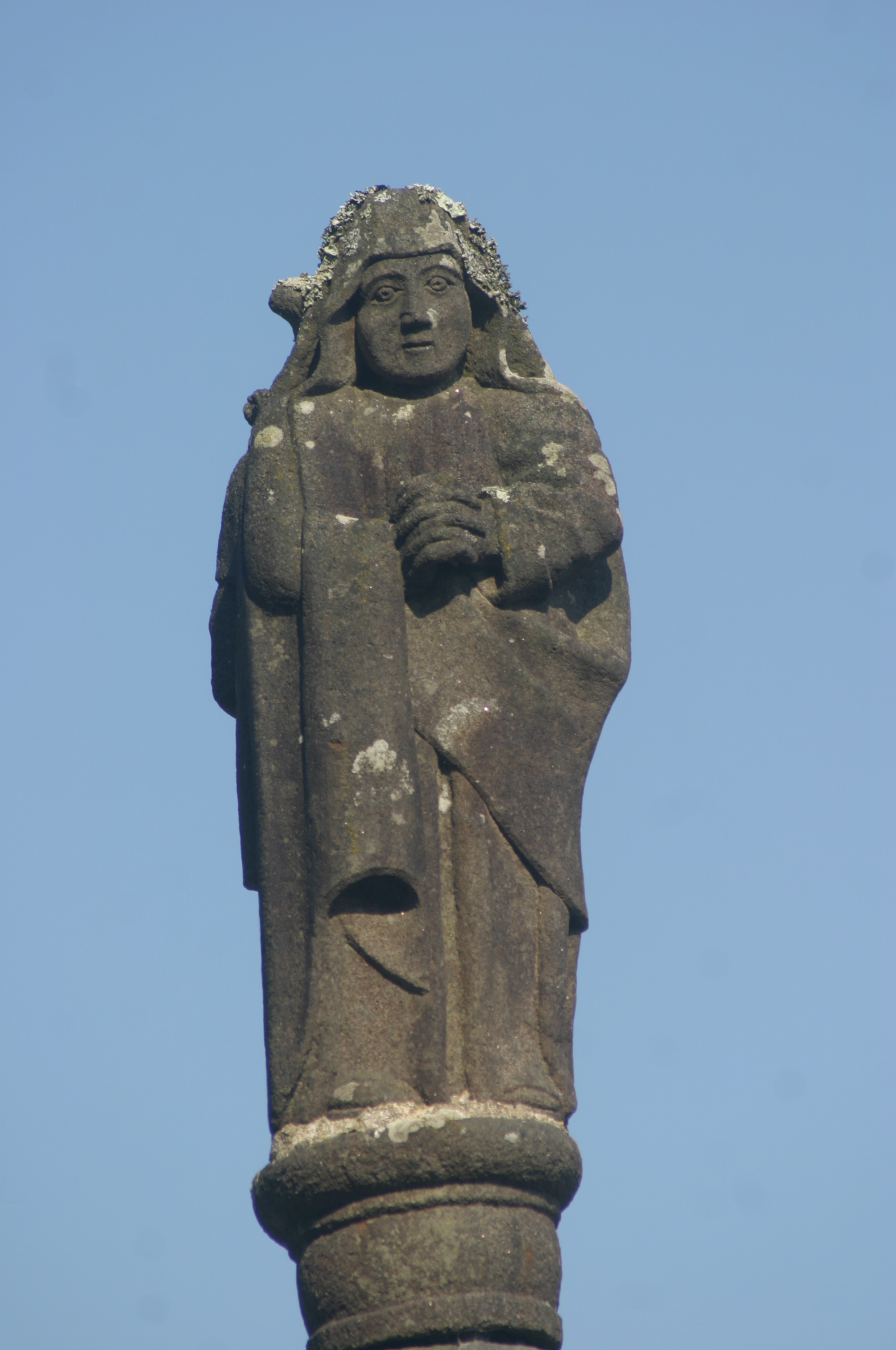
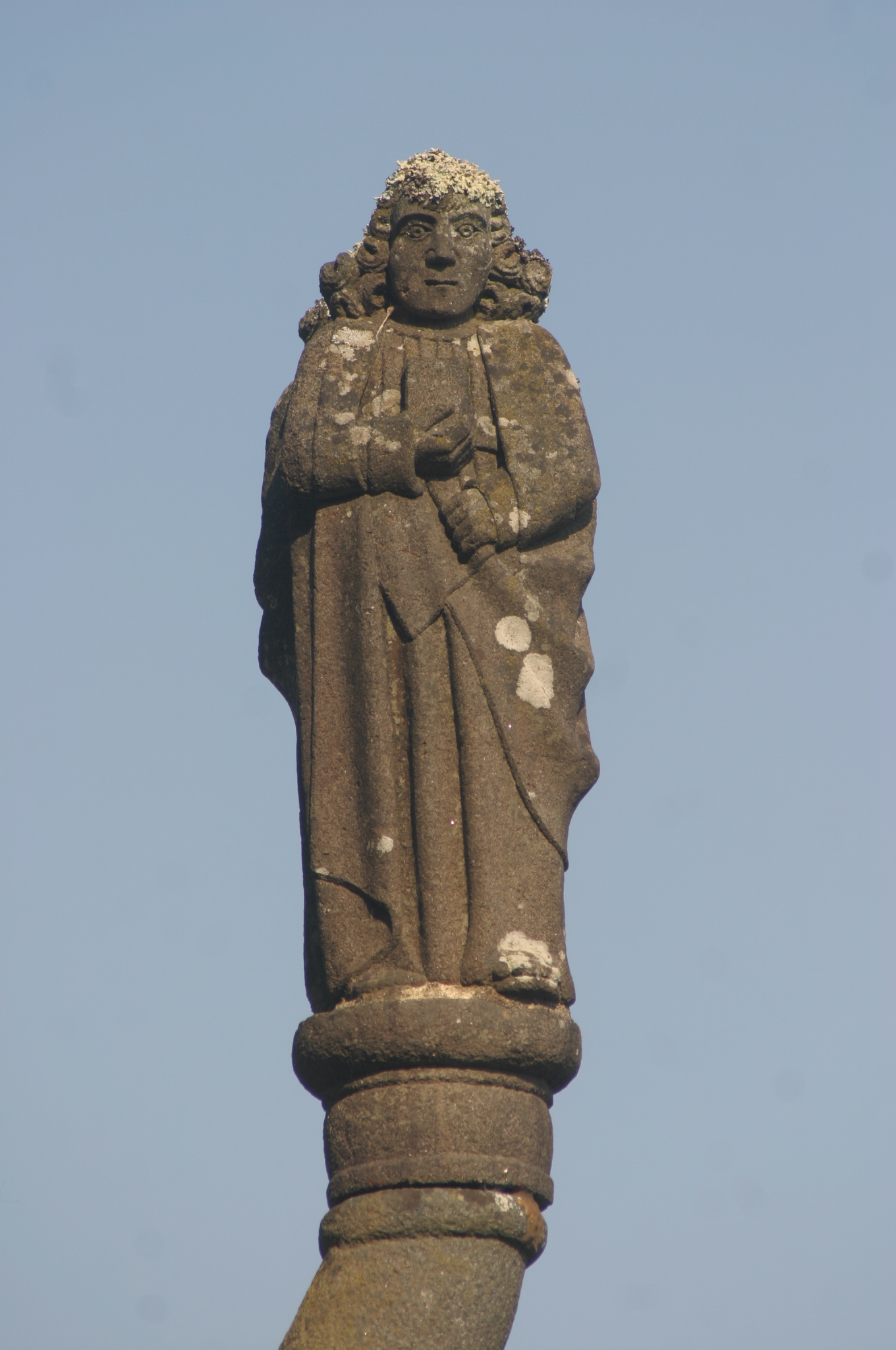

- D'autres calvaires se trouvent à Cozcastel (il porte la date de 1559), Créac'h-Menguy (il date du XVIe siècle, Crec-Bihan (seul le socle et le fût subsistent), Le Goaz (il date de 1580)[67].
- Le calvaire de Croas-Lidou, situé à Clénucan, date du XVIIe siècle (il a été érigé en 1640 par Ian Lidou, d'où son nom[67]); il a été déplacé et restauré en 2012[68].
- Le manoir de Clénucan.

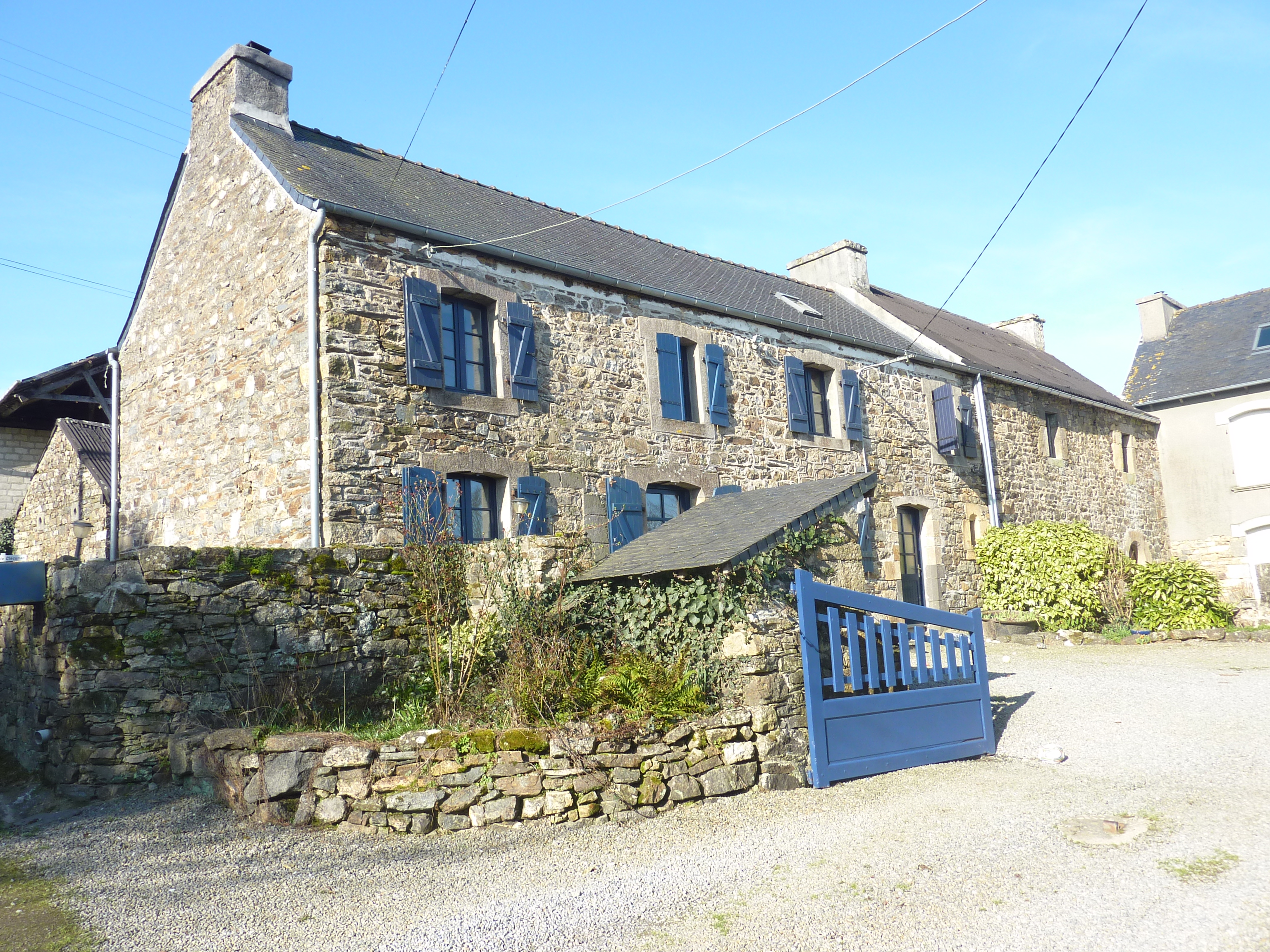
Le manoir de Clénucan.
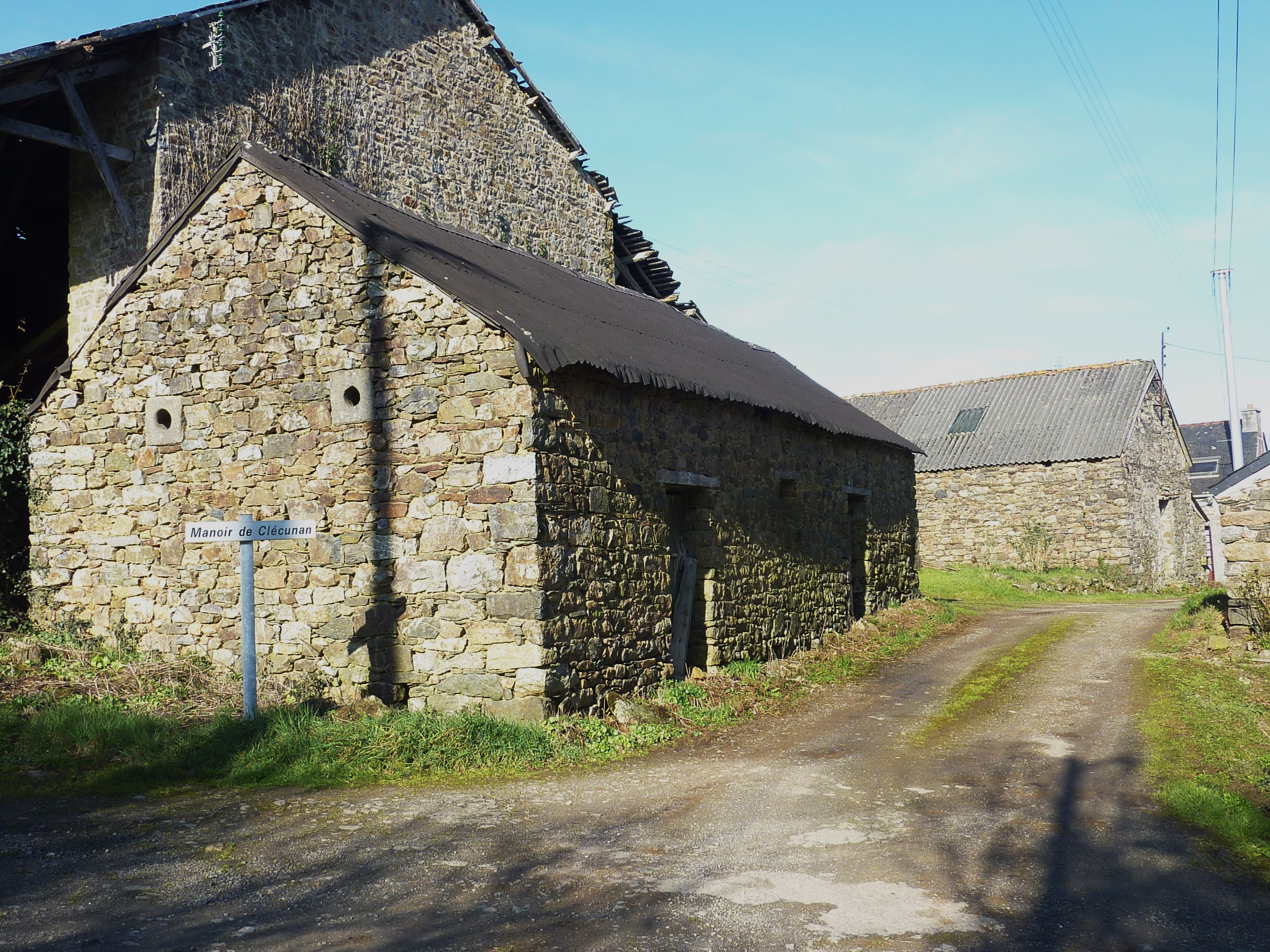
Ferme du manoir de Clénucan.

- Le manoir du Cosquer.
- Le monument aux morts de la Première Guerre mondiale.

## Personnalités liées à la commune

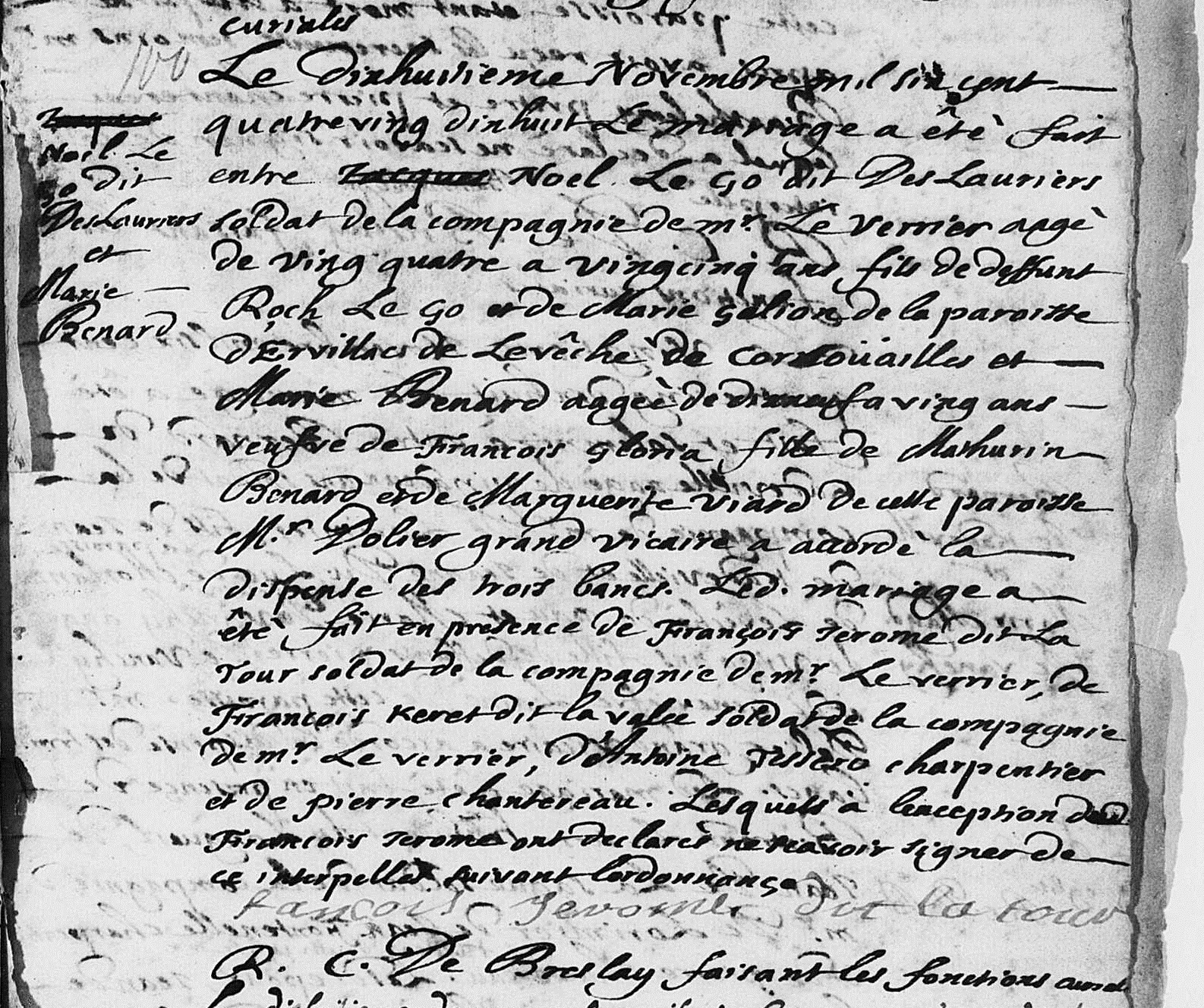
Acte du mariage de Noël Legault avec Marie Besnard le 18 novembre 1698 en l'église Notre-Dame de Montréal (Nouvelle-France).

- Noel Le Goff (1674-1747) : pionnier du Canada français, fils de Roch Le Goff et Marie Galiou, né le 13 juin 1674 à Irvillac, il est l'ancêtre de tous les Legault du Canada dont François Legault, né en 1957, premier ministre du Québec depuis le 18 octobre 2018.
- Léontine Drapier-Cadec (1895-1995) : écrivain et institutrice française.